# 放送文化基金
公益財団法人放送文化基金（ざいだんほうじんほうそうぶんかききん）は、1974年に設立された民間の文化財団。2011年に財団法人から公益財団法人へ移行した。

## 概要
日本放送協会は1975年、渋谷区にNHK放送センターを正式開局し（計画・準備そのものは従前から約10年間かけて進められていた）、その中心機能を千代田区内幸町の東京放送会館から移転することになった。そこで東京放送会館を売却した代金の一部を国民に還元する目的で、1974年に放送文化基金が設立され、中山伊知郎一橋大学名誉教授が初代理事長に就任した。また、この1975年はNHK放送開始50周年の節目にも当たり、その記念事業という位置づけもある。設立趣意書によると「放送に関する技術の研究開発、受信改善手段の開発、放送に関する国際協力、特定の教育施設、社会福祉施設の受信設備、放送に関する法律、経済、社会、文化的研究調査、放送に関する文化の振興、文化の保存に対する助成、援助を行なうほか、放送文化及び放送技術に関する著しい貢献に対し表彰を行う」とある。文化基金として、放送に関する様々な技術開発や運動を支援しており、放送技術そして放送文化の向上に取り組んでいる。

## 放送文化基金賞
放送文化基金賞を設立し、以下の評価基準で毎年度表彰をしている。
- 視聴者に感銘を与えた優れた番組
- 放送文化、放送技術の分野で成果をあげた個人・グループ

放送文化基金賞最優秀賞（旧・本賞）は、文化庁芸術祭賞大賞（テレビ部門）やギャラクシー賞大賞と並び、日本の放送業界で最も権威ある賞とされる。
個別分野（演技賞ほか）での最多受賞は、大竹しのぶ、尾野真千子、満島ひかり、桃井かおりのそれぞれ2回。

### 歴代各賞（番組部門）
| 年代     | 各年度                                            |
| -------- | ------------------------------------------------- |
| 1970年代 | 1974 1975 1976 1977 1978 1979                     |
| 1980年代 | 1980 1981 1982 1983 1984 1985 1986 1987 1988 1989 |
| 1990年代 | 1990 1991 1992 1993 1994 1995 1996 1997 1998 1999 |
| 2000年代 | 2000 2001 2002 2003 2004 2005 2006 2007 2008 2009 |
| 2010年代 | 2010 2011 2012 2013 2014 2015 2016 2017 2018 2019 |
| 2020年代 | 2020 2021 2022 2023 2024                          |

※ 第1～第12回の（T）と（R）は、（T）テレビ、（R）ラジオ の略。

### 1970年代

#### 第1回（1974年度）
ドキュメンタリー
- 本賞：（T）『鉛の霧』（RKB毎日放送）
- 奨励賞：（R）『鉱害かくし』（長崎放送）
- 奨励賞：（T）『皿の碑』（NHK）

少年幼児
- 本賞：（T）『特撮昆虫記』（NHK）
- 奨励賞：（T）連続人形劇『新八犬伝』（NHK）
- 奨励賞：（R）『MBSこども音楽コンクール』（毎日放送）

社会福祉
- 本賞：（T）暮しのワイド リビング・レポート『ふれあいを求めて』（テレビ神奈川）
- 奨励賞：（R）『重い障害児のために-小児マヒでも私は幸せ』（日本短波放送）
- 奨励賞：（R）『盲人の時間』（NHK）

#### 第2回（1975年度）
ドキュメンタリー
- 本賞：（T）未来への遺産『壮大な交流』シルクロード（NHK）
- 奨励賞：（T）木曜スペシャル『神秘!アフリカ象の生と死の謎』（日本テレビ放送網）
- 奨励賞：（T）『還ってきたモロタイの勇士』（フジテレビジョン）

地域社会貢献
- 本賞：（T）『市民の手で原爆の絵を』（NHK広島放送局）
- 奨励賞：（T）ヒューマンドキュメント『”岩手に生きる”出発 ―続・血友病と闘う―』（岩手放送）
- 奨励賞：（R）詩と録音による構成『たんぽぽのうた』（NHK大阪放送局）
- 特別賞：（T）特別企画『まり子のチャリティテレソン』（近畿放送）

婦人教養
- 本賞：該当なし
- 奨励賞：（R）ワンダーランド 街角の詩『おばあさんの子守唄』（岩手放送）
- 奨励賞：（T）女性手帳『私の源氏物語』（NHK大阪放送局）
- 奨励賞：（T）奥さんごいっしょに『消費者運動を考える』（NHK）

#### 第3回（1976年度）
ドキュメンタリー
- 本賞：（T）『君は明日を掴めるか- 貴くんの4745日』（日本テレビ放送網）
- 奨励賞：（T）『チロンヌップの詩』（NHK）
- 奨励賞：（T）『もう碑は建たない』（長崎放送）
- 奨励賞：（R）『私は償いたい- 帰ってきた若者の記録』（ニッポン放送）

社会教養
- 本賞：該当なし
- 奨励賞：（T）『明治の群像・海に火輪を』（NHK）
- 奨励賞：（R）童謡のふるさとをたずねて『安曇野を駈ける仔山羊たち』（ニッポン放送）
- 奨励賞：（T）『マグマに挑む -地熱エネルギーをもとめて-』（岩手放送）

視聴者参加
- 本賞：（T）『萩本欽一ショー 欽ちゃんのドンとやってみよう』（フジテレビジョン）
- 奨励賞：（T）『ローカル30分 東京からおばんです』（NHK山形放送局）

#### 第4回（1977年度）
ドキュメンタリー
- 本賞：（R）『月白の道　戦友たちへのレクイエム』（RKB毎日放送）
- 奨励賞：（T）『氷河期に挑んだ415日 ～人類生存の北限に住むエスキモーの生活記録～』（日本テレビ放送網）
- 奨励賞：（T）NHK特集『日本の戦後』一歩退却二歩前進 -2・1スト前夜-（NHK）
- 奨励賞：（T）福祉の時代『麻痺の身、吾れは』 ～山野井昌子さんの場合～（NHK）
- 奨励賞：（T）岩手に生きる『お父さん喜美恵と呼んで』（岩手放送）

児童・幼児
- 本賞：（T）『まんが日本昔ばなし』（毎日放送）
- 奨励賞：（T）『ひらけ!ポンキッキ』（フジテレビジョン）
- 奨励賞：（T）『できるかな ～はたらくくるま～』（NHK）

#### 第5回（1978年度）
ドキュメンタリー
- 本賞：（T）NHK特集『あの時、世界は…』 -マンハッタン秘密計画-（NHK）
- 奨励賞：（T）『子供たちは七つの海を越えた -サンダースホームの1,600人-』（日本テレビ放送網）
- 奨励賞：（T）NHK特集『勝負 -将棋名人戦より-』（NHK）
- 奨励賞：（T）『記者ありき -六鼓・菊竹 淳-』（RKB毎日放送）
- 奨励賞：（T）『全記録! 植村直己 北極点に立つ』（毎日放送）
- 奨励賞：（T）『高く跳べ! ぼくらの先生』（中京テレビ放送）

ドラマ
- 本賞：該当なし
- 奨励賞：（T）『わが兄はホトトギス』（南海放送）
- 奨励賞：（T）土曜ドラマ『優しい時代』 -わが郷土のプレスリー-（NHK）
- 奨励賞：（T）ドラマ『鞍馬天狗の”家”』（朝日放送）

#### 第6回（1979年度）
ドキュメンタリー
- 本賞：（T）NHK月曜特集『戒厳指令”交信ヲ傍受セヨ”』 ～2・26事件秘録～（NHK）
- 奨励賞：（T）『岩手に生きる No.26 翔べ! 白鳥よ』（岩手放送）
- 奨励賞：（T）『ルーヴル美術館 ～絢爛たる人類の遺産～』（フジテレビジョン）
- 奨励賞：（T）『12歳6年1組』（テレビ静岡）
- 奨励賞：（T）報道ドキュメンタリー『ゾウさんの遺言-飼育係30年-』（朝日放送）

ドラマ
- 本賞：（T）土曜ドラマ サスペンスロマン・シリーズ（1）「死にたがる子」（NHK）
- 奨励賞：（R）『おまさ黒い』（東海ラジオ放送）

### 1980年代

#### 第7回（1980年度）
ドキュメンタリー
- 本賞：（T）NHK特集『石油・知られざる技術帝国 ～地底の戦い～』（NHK）
- 番組賞：（R）ラジオドキュメンタリー『選挙違反者の論理 ～宇和島市長選から～』（南海放送）
- 番組賞：（T）土曜どきゅめんと『黒い海図』（北海道放送）
- 番組賞：（T）NHK特集『シルクロード ～幻の黒水城～』（NHK）
- 番組賞：（T）『生と死に賭けた36時間! これがチョモランマだ』（日本テレビ放送網）

ドラマ
- 本賞：（T）『四季 ～ユートピアノ～』（NHK）
- 番組賞：（R）ラジオドラマスペシャル『羆嵐（くまあらし）』（TBSラジオ）
- 番組賞：（T）『機の音』（日本テレビ放送網）

#### 第8回（1981年度）
ドキュメンタリー
- 本賞：（T）『赤ちゃんは訴える -ベビーホテル考-』（東京放送）
- 奨励賞：（T）『「第九」を歌った町 -北海道・清水町-』（北海道放送）
- 奨励賞：（T）テレビドキュメンタリー『父から子への歌声』（南海放送）
- 奨励賞：（R）『”暁に祈る”裁判』（長崎放送）
- 奨励賞：（T）NHK特集『原子力・秘められた巨大技術』（NHK）

ドラマ
- 本賞：（T）『マリコ』（NHK）
- 奨励賞：（T）『夢千代日記』（NHK）
- 奨励賞：（T）『母たることは地獄のごとく』 -炎の女・澤田美喜-（日本テレビ放送網）

#### 第9回（1982年度）
テレビドキュメンタリー
- 本賞：（T）NHK特集「教科書はこうして作られる」 第1回　密室の編纂（NHK）
- 奨励賞：（T）「絵描きと戦争」（RKB毎日放送）
- 奨励賞：（T）ドキュメンタリー「地底の葬列」（北海道放送）
- 奨励賞：（T）「流離抄」 ～ちちの国 ははの国～（長野放送）

ドラマ
- 本賞：（T）「ロウソクが消えない」 -ママ・わたし話したいの-（全国朝日放送）
- 奨励賞：（T）男たちの旅路スペシャル『戦場は遥かになりて』（NHK）
- 奨励賞：（T）『山を走る女』（日本テレビ放送網）

ラジオドキュメンタリー
- 本賞：該当なし
- 奨励賞：（R）報道特集『通り魔の恐怖』（ニッポン放送）
- 奨励賞：（R）ラジオ・ドキュメント『歌が呼んだ歌』（青森放送）

#### 第10回（1983年度）
テレビドキュメンタリー
- 本賞：（T）『絵巻切断 ～秘宝・36歌仙の流転～』（NHK）
- 奨励賞：（T）中継ドキュメンタリー『爆心地の夜』（NHK広島放送局）
- 奨励賞：（T）NHK特集『土佐・四万十川 ～清流と魚と人と～』（NHK高知放送局）
- 奨励賞：（T）ドキュメンタリー『親子むすび』（関西テレビ放送）
- 奨励賞：（T）映像80『神戸新開地 幸福荘界隈』（毎日放送）

ドラマ
- 本賞：（T）「ながらえば」（NHK名古屋放送局）
- 奨励賞：（R）スーパーステーション「南北夢幻」（ニッポン放送）
- 奨励賞：（T）ドラマ「話すことはない」（NHK大阪放送局）
- 奨励賞：（T）「リラックス」 ～松原克己の日常生活～（関西テレビ放送）

ラジオドキュメンタリー
- 本賞：該当なし
- 奨励賞：（R）ラジオドキュメンタリー「そしてコスモスが咲いた」（NHK広島放送局）
- 奨励賞：（R）「生命（いのち）のエピローグⅡ」 ～脳死と心臓死のはざまに～（毎日放送）
- 奨励賞：（R）ラジオドキュメンタリー「おじいちゃん、ハーモニカを吹いて」（NHK）

#### 第11回（1984年度）
テレビドキュメンタリー
- 本賞：（T）『死者たちの遺言 ～回天に散った学徒兵の軌跡～』（山口放送）
- 奨励賞：（T）NHK特集『トンボになりたかった少年』（NHK名古屋放送局）
- 奨励賞：（T）『ワルシャワをみつめた日本人形 ～タイカ・キワの45年～』（テレビ西日本）
- 奨励賞：（T）NHK特集『追跡!核燃料輸送船』（NHK）

ドラマ
- 本賞：（T）ドラマスペシャル『心中宵庚申』（NHK）
- 奨励賞：（T）ドラマ『安寿子の靴』（NHK大阪放送局）
- 奨励賞：（T）『危険な年ごろ』（讀賣テレビ放送）

ラジオドキュメンタリー
- 本賞：（R）おかあさん!とないた こうもり（山口放送）
- 奨励賞：（R）ドキュメンタリー「アボジ・・・お父さん」 ～原爆孤児流転の青春～（NHK広島放送局）
- 奨励賞：（R）特攻機はどこへ飛んだか（岩手放送）

#### 第12回（1985年度）
テレビドキュメンタリー
- 本賞：（T）NHK特集『日米開戦不可ナリ ～ストックホルム小野寺大佐発至急電～』（NHK）
- 奨励賞：（T）『みんな輝いていたよ ～熱中先生ふれあいの記録～』（札幌テレビ放送）
- 奨励賞：（T）『海を渡った花嫁たち ～アメリカわが愛～』（テレビ東京）
- 奨励賞：（T）『11人の墓標』（南日本放送）

ドラマ
- 本賞：（T）向田邦子・新春ドラマスペシャル『女の人差し指』（東京放送／カノックス）
- 奨励賞：（T）『ドラマ人間模様　國語元年』（NHK）
- 奨励賞：（R）『赤シャツの逆襲』（南海放送）

ラジオドキュメンタリー
- 本賞：（R）夏のレクイエム ～女優・園井恵子と「桜隊」の記録～（岩手放送）
- 奨励賞：（R）ニューススペシャル 石の叫び ～ある従軍慰安婦の記録～（東京放送）
- 奨励賞：（R）ふるさとは何処ですか ～アグネスチャンの旅路～（文化放送）

#### 第13回（1986年度）
テレビドキュメンタリー
- 本賞：NHK特集「世界の中の日本」経済大国の試練 ～日本のカネは世界で何をしているか～（NHK）
- 奨励賞：NHK特集「のぞみ5歳」 ～手さぐりの子育て日記～（NHK金沢放送局）
- 奨励賞：ドキュメンタリー「家」（関西テレビ放送）
- 奨励賞：再会 ～平壌（ピョンヤン）への遠い道～（信越放送）
- 奨励賞：JNN報道特集「核と過疎」 ～幌延町の選択～（北海道放送）

テレビドラマ
- 本賞：ドラマスペシャル「父の詫び状」（NHK）
- 奨励賞：NHK特集　中学生激論ドラマ「いじめ」（NHK名古屋放送局）
- 奨励賞：ドラマ「ふたたびの街」（NHK広島放送局）

ラジオ
- 本賞：FMシアター「夏がくれば思い出す」（ドラマ）（NHK）
- 奨励賞：私とハルばあさん（ドキュメンタリー）（NHK）
- 奨励賞：KBCラジオスペシャル 「はかた忠臣蔵」（ドラマ）（九州朝日放送）

#### 第14回（1987年度）
テレビドキュメンタリー
- 本賞：「童は見たり」 ～世界最大のヒット曲”野ばら”の謎を追う～（北海道放送）
- 奨励賞：NHK特集「二・二六事件」～消された真実　陸軍軍法会議秘録～（NHK）
- 奨励賞：NHK特集「終わりなきコストダウン」～自動車の町　男たちの生き残り戦略～（NHK広島放送局）
- 奨励賞：NHK特集「地球大紀行」～多重バリアーが守る生命の星～（NHK）
- 奨励賞：Time21「涙をこらえて笑わせて…春風亭栄橋と家族の物語」（日本テレビ放送網）

テレビドラマ
- 本賞：ドラマスペシャル「今朝の秋」（NHK）
- 奨励賞：炎の料理人・北大路魯山人（ネクサス／日本テレビ放送網）
- 奨励賞：「ダイアリー」～車椅子の青春日記～（日本テレビ放送網）

ラジオ
- 本賞：ラジオドラマ「松鶴恋歌」（毎日放送）
- 奨励賞：待ちわびるハルモニたち（ドキュメンタリー）（東京放送）
- 奨励賞：ラジオワイドスペシャル「戦争にソプラノはいらない」（ドラマ）（NHK大阪放送局）

#### 第15回（1988年度）
個別分野
- 特別賞：長渕剛／伊藤蘭（ドラマスペシャル『うさぎの休日』）

テレビドキュメンタリー
- 本賞：TV2 ノンフィクション「たずね人の時間」 ～ダバオ発・日本人43年目の真実～（タキオン／フジテレビジョン）
- 奨励賞：テレビドキュメンタリー「民族と海峡」（中国放送）
- 奨励賞：テレビドキュメンタリー「ある出発」 ～ベトナム難民ビェット君の7年～（山口放送）
- 奨励賞：ドキュメント’88「戦場の子供たち」 ～オキナワ・白い旗の証言～（讀賣テレビ放送）
- 奨励賞：NHK特集「安野光雅ファーブル昆虫記の旅」前編 ～幻のフンコロガシ～（NHK）

テレビドラマ
- 本賞：ドラマスペシャル『うさぎの休日』（NHK）
- 奨励賞：ドラマスペシャル『海の群星（むりぶし）』（NHK大阪放送局）
- 奨励賞：男と女のミステリー『飢餓海峡』（フジテレビジョン）

ラジオ
- 本賞：FMシアター『よいしょ・よいしょ』（NHK名古屋放送局）
- 奨励賞：「裁く」～こうして私は自白した～（朝日放送）
- 奨励賞：ラジオスペシャル『夜明けのショパン』（東京放送）

#### 第16回（1989年度）
個別分野
- 特別賞：岸本加世子（カネボウヒューマンスペシャル『光れ隻眼〇．〇六 弱視教室の子どもたち』）
- 児童特別賞：早勢美里／中垣克麻（カネボウヒューマンスペシャル『光れ隻眼〇．〇六 弱視教室の子どもたち～』）
- 児童特別賞：伊崎充則／関根信行（サントリー ドラマスペシャル『失われた時の流れを』）

テレビドキュメンタリー
- 本賞：NHKスペシャル『死者半減・西ドイツはこうして成功した ～第2次交通戦争への処方せん～』（NHK）
- 奨励賞：『ピノンカンの願い ～新しい国際協力を目指して～』（南日本放送）
- 奨励賞：NHKスペシャル『驚異の小宇宙・人体』（第6集）～生命を守る・ミクロの戦士たち～（NHK）
- 奨励賞：NHKスペシャル『チャウシェスク政権の崩壊 ～市民が撮った革命の７日間～』（NHK）
- 奨励賞：	NHKスペシャル『忘れられた女たち ～中国残留婦人の昭和～』（NHK）

テレビドラマ
- 本賞：カネボウ ヒューマンスペシャル「光れ隻眼〇．〇六」　～弱視教室の子どもたち～（日本テレビ放送網）
- 奨励賞：サントリー ドラマスペシャル「失われた時の流れを」（フジテレビジョン）
- 奨励賞：NHKスペシャル ドラマ「失われし時を求めて」～ヒロシマの夢～（NHK広島放送局）

ラジオ
- 本賞：『ユダヤ人を救った1500枚のビザ ～日本人外交官・杉原千畝の戦い～』（ドキュメンタリー）（NHK）
- 奨励賞：FMシアター『カモメの駅から』（ドラマ）（NHK）
- 奨励賞：FMシアター『紅い鳥・ひとり』（ドラマ）（NHK名古屋放送局）

### 1990年代

#### 第17回（1990年度）
個別分野
- 特別賞：大竹しのぶ（愛の世界）

テレビドキュメンタリー
- 本賞：NHKスペシャル『社会主義の20世紀』第2回「バルトの悲劇」（NHK）
- 優秀賞：NHKスペシャル『脳死』第1部「新しい死がもたらすもの」（NHK）
- 奨励賞：NNNドキュメント'90「証言　報道被害」 ～マスメディアに傷つけられた人々～（讀賣テレビ放送）
- 奨励賞：ネイチァリングスペシャル『欲望の大河アマゾン』（全国朝日放送）
- 奨励賞：『大草原の少女みゆきちゃん 知床'90編』（北海道放送）

テレビドラマ
- 本賞：ドラマスペシャル『不熟につき… ～藤堂家城代家老の日誌より～』（NHK）
- 優秀賞：『愛の世界』（読売テレビ）
- 奨励賞：NHKスペシャル『ニューウェーブドラマ ネットワークベイビー』（NHK）

ラジオ
- 本賞：FMシアター『夜のコーラス』（NHK大阪放送局）
- 優秀賞：ドキュメンタリー『絆～みちよの青春』（札幌テレビ放送）
- 奨励賞：FMシアター『夢の男』（NHK名古屋放送局）

#### 第18回（1991年度）
個別分野
- 演技賞：木の実ナナ（『女相撲』）
- 企画賞：桜井均（NHK 文化番組プロダクションチーフプロデューサー）（NHKスペシャル「アジアと太平洋戦争」第4回 チョウムンサンの遺書 ～シンガポールBC級戦犯裁判～）
- 映像・音響効果賞：葛城哲郎（NHK 制作技術チーフ・カメラマン）／久保光男（NHK 制作技術）（NHKスペシャル・ニューウェーブドラマ『音・静かの海に眠れ』）
- 音楽賞：立原摂子（作曲家／ピアニスト）（北陸放送制作『夢候よ』）

テレビドキュメンタリー
- 本賞：NHKスペシャル『二人だけで生きたかった ～老夫婦心中事件の周辺～』（NHK）
- 優秀賞：自然スペシャル『北上川とカッパたち』（岩手放送）
- 奨励賞：NNNドキュメント'91『証言 複合大気汚染 ～西淀川公害患者会闘いの日々～』（讀賣テレビ放送）
- 奨励賞：NHKスペシャル『革命に消えた絵画 ～追跡・ムソルグスキー「展覧会の絵」～』（NHK大阪放送局）
- 奨励賞：静岡発!そこが知りたい『忘れられた人々 ～精神障害者と職親たち～』（静岡放送）

テレビドラマ
- 本賞：女相撲（テレパック／TBS）
- 優秀賞：金曜ドラマシアター　実録犯罪史シリーズ 「金（キム）の戦争 ライフル魔殺人事件」（共同テレビジョン／フジテレビジョン）
- 奨励賞：1970 ぼくたちの青春（フジテレビジョン）
- 奨励賞：人間（ジンカン）到る処青山あり ～ニューヨーク巡礼行～（NHK）

ラジオ
- 本賞：FMシアター『夏の終りに』（NHK）
- 優秀賞：FMシアター『いかんでかんわ』（NHK名古屋放送局）
- 奨励賞：ラジオドラマ『もう一度逢いたい』（中部日本放送）

#### 第19回（1992年度）
個別分野
- 演技賞：布施博／田中好子（金曜ドラマシアター　特別企画　秋の駅）
- 企画賞：関芳樹（岩手放送 テレビ制作部）（IBC特集　生きていた「同胞」の心 ～松尾中文化祭、感動の２日間～）
- 脚本賞：立原りゅう（脚本家）（FMシアター『コールマンさん』）
- 音声・音響効果賞：若林宏（NHK 制作技術センター・チーフディレクター）／小倉善二（NHK 制作技術センター）（特集ドラマ「ぼがぁざん」 ～戦艦大和の少女～）

テレビドキュメンタリー
- 本賞：NHKスペシャル『東京裁判への道 ～なにが、なぜ裁かれなかったのか～』（NHK）
- 優秀賞：『夢見るころに教わりし歌 ～世界の子供たちは何を歌っているか～』（北海道放送）
- 奨励賞：『いのちの水際をささえて ～新生病院の試み～』（信越放送）
- 奨励賞：静岡発!地球人『世界に挑んだ町工場 ～本田宗一郎とライバル～』（静岡放送）
- 奨励賞：報道スペシャル『日本国憲法を生んだ密室の9日間』（朝日放送）

テレビドラマ
- 本賞：該当なし
- 優秀賞：株価０!! ～証券マンの熱い夏～（NHK大阪放送局）
- 優秀賞：金曜ドラマシアター 特別企画 秋の駅（フジテレビジョン）
- 奨励賞：NHKスペシャル 列島ドラマシリーズ 魚のように（NHK松山放送局）
- 奨励賞：土曜ドラマ 私が愛したウルトラセブン（NHK）

ラジオ
- 本賞：八人目のサムライ ～作曲家・早坂文雄の生涯～（ドキュメンタリー）（東北放送）
- ラジオ番組賞：ドキュメンタリー 曽おばさんの海（日本短波放送）
- ラジオ番組賞：FMシアター『コールマンさん』（NHK）
- ラジオ番組賞：生ワイド・むつろうのお助けラジオ ～これぞ!我が家の不況対策だ～（和歌山放送）

#### 第20回（1993年度）
個別分野
- 演技賞：筒井道隆（松本清張一周忌特別企画『或る「小倉日記」伝』）
- 企画・制作賞：“日本名作ドラマ”シリーズのプロデューサー一同（テレビ東京）（“日本名作ドラマ”シリーズ）
- 企画・制作賞：池田恵一（「雪炎!星と語る男たち～富士山頂551日～」）
- 映像賞：演出・藤田晴央、カメラ・藤林国仁「白神、森のいぶき」撮影スタッフ一同（青森放送）（RAB ネイチャー・シリーズ 「白神、森のいぶき」）

テレビドキュメンタリー
- 本賞：NHKスペシャル『ヨーロッパ・ピクニック計画 ～こうしてベルリンの壁は崩壊した～』（NHK）
- 優秀賞：『能登の海、風だより』（石川テレビ放送）
- 奨励賞：『愛する人たちへ・・・最期は家で』（テレビ朝日）
- 奨励賞：NHKスペシャル『埋もれたエイズ報告 ～血液製剤に何が起こっていたか～』（NHK）
- 奨励賞：ETV特集『モリチョウさんを探して ～ある原爆小頭児の空白の生涯～』（NHK広島放送局）

テレビドラマ
- 本賞：終戦48年特別企画『収容所（ラーゲリ）から来た遺書』（フジテレビジョン／東映）
- 優秀賞：松本清張一周忌特別企画『或る「小倉日記」伝』（東京放送）
- 奨励賞：金曜時代劇『清左衛門残日録』（NHK）
- 奨励賞：ドラマスペシャル『最後の同窓会』（東京放送／アズバーズ）

ラジオ
- 本賞：特集 オーディオドラマ'93『あんた』（NHK名古屋放送局）
- ラジオ番組賞：FMシアター『やわらかい朝』（NHK）
- ラジオ番組賞：ラジオアングル'93『鎮魂・奥尻 ～水中写真家 中村征夫の証言～』（NHK）
- ラジオ番組賞：HBCラジオスペシャル『いのち ～あるオルガニストの旅』（北海道放送）

#### 第21回（1994年度）
個別分野
- 演技賞：田中美佐子（月曜ドラマスペシャル『ひとさらい』）
- 企画・制作賞：山本正興（『母の肖像 ～アメリカ人ツヨシの戦後～』）
- 脚本賞：田向正健（月曜ドラマスペシャル『ひとさらい』）
- 演出・脚本賞：高橋直治（NHK）／福島泰樹（歌人）（『紫陽花の家・富田良彦の告白』）
- 映像・照明・美術賞：大山勝美／川田万里／加藤静夫／小泉章一（日本名作ドラマ『こころ』）

テレビドキュメンタリー
- 本賞：BSスペシャル『青春法廷 ～生命を問いかける学生たち～』（ドキュメンタリージャパン／NHKエンタープライズ21）
- 優秀賞：戦後五十周年ドキュメンタリー『村と戦争』（東海テレビ放送）
- 奨励賞：ハリウッドの光のかげに イエロー・フェイス ～日系俳優マコの50年～（RKB毎日放送）
- 奨励賞：NONFIX 青山世多加（フジテレビジョン）
- 奨励賞：NHKスペシャル『シベリア抑留はこうして行われた ～米ソ極東戦略と戦争捕虜～』（NHK）

テレビドラマ
- 本賞：該当なし
- 優秀賞：向田邦子新春シリーズ『風を聴く日』（カノックス）
- 奨励賞：月曜ドラマスペシャル『真昼の月 ～続・病院で死ぬということ～』（テレビマンユニオン）
- 奨励賞：月曜ドラマスペシャル『ひとさらい』（大映テレビ）
- 奨励賞：『私は貝になりたい』（東京放送）

ラジオ
- 本賞：オーディオドラマ『小さな森のレクイエム』（九州朝日放送）
- 番組賞：大みそかラジオドラマスペシャル『倉本聰 ニングル』（ニッポン放送）
- 番組賞：不知火海 昭和32年春 ～ラジオが伝えた水俣病事件～（NHK熊本放送局）
- 番組賞：光かがやけ太陽の村 ～自閉症 親と子の20年～（新潟放送）

#### 第22回（1995年度）
個別分野
- 演技賞：朱旭／上川隆也（『大地の子』）
- 演技賞：清水美砂（『涙たたえて微笑せよ、百年の男』）
- 企画・制作賞：伊豆百合子（『神が描いた青写真 ～騎手・福永洋一一家の17年～』）
- 音楽・音声・音響効果賞：沢口真生（NHK）／矢島清（NHK）／吉川和夫（作曲家）（『ソフィーの世界』）

テレビドキュメンタリー
- 本賞：NHKスペシャル『長崎 映像の証言 ～よみがえる115枚のネガ～』（NHK長崎放送局／NHK福岡放送局）
- 優秀賞：『妻たちの特攻』（南日本放送）
- 放送文化基金賞：NHKスペシャル『戦後50年 その時日本は』 第4回「チッソ・水俣 工場技術者たちの告白」（NHK）
- 放送文化基金賞：「原発に映る民主主義」 ～巻町民25年目の選択～（新潟放送）
- 放送文化基金賞：NHKスペシャル「調査報告　地球核汚染」～ヒロシマからの警告～（NHK広島放送局／NHKモスクワ支局）

テレビドラマ
- 本賞：放送70周年記念番組 日中共同制作『大地の子』（NHK／NHKエンタープライズ21／中国中央電視台）
- 優秀賞：ハイビジョン・ドラマ『最後の弾丸』（NHK／オーストラリアチャンネル ナイン・ネットワーク）
- 放送文化基金賞：特集ドラマ「涙たたえて微笑せよ」 ～明治の息子・島田清次郎～（NHK／NHKエンタープライズ21／カノックス）
- 放送文化基金賞：金曜エンタテイメント「小栗家の奇跡」（フジテレビジョン）

ラジオ
- 本賞：『ドリアン助川の正義のラジオ!ジャンベルジャン!』（ニッポン放送）
- 番組賞：IBCラジオ広場「音なき世界からのメッセージ」 ～沙織・15の春の挑戦～（IBC岩手放送）
- 番組賞：「もてあそばれた命」 ～薬害エイズ・母と子の闘い～（文化放送）
- 番組賞：ドラマスペシャル『ソフィーの世界』（NHK）

#### 第23回（1996年度）
個別分野
- 男優演技賞：畠中洋（『銃口・教師北森竜太の青春』）
- 女優演技賞：大竹しのぶ（『存在の深き眠り』）
- 脚本賞：ジェームス三木（『憲法はまだか』／『存在の深き眠り』）
- 企画賞：NHK広島放送局／核平和プロジェクト（NHKスペシャル『核兵器はこうして裁かれた～攻防・国際司法裁判所～』）
- 映像賞：猪尾仁／東嘉和（『にっぽん点描　時を耕す女たち』）

テレビドキュメンタリー
- 本賞：『流転 ～南米へ渡った民の記録～』（石川テレビ放送）
- 優秀賞：『封印 ～脱走者たちの終戦～』（熊本放送）
- 放送文化基金賞：ドキュメンタリー人間劇場『龍平への日記 ～薬害エイズ・母の闘い～』（テレビ東京）
- 放送文化基金賞：NHKスペシャル『柳田邦男の生と死を見つめて ～低体温療法の衝撃～』（NHK／NHKエンタープライズ21）
- 放送文化基金賞：『記憶が失われた時・・・ ～ある家族の2年半の記録～』（テレビマンユニオン／NHKエンタープライズ21／NHK）

テレビドラマ
- 本賞：該当なし
- 優秀賞：特集土曜ドラマ『憲法はまだか』（NHK）
- 放送文化基金賞：土曜ドラマ『銃口・教師北森竜太の青春』（テレパック／NHKエンタープライズ21／NHK）
- 放送文化基金賞：水曜シリーズドラマ『暴力教師 ～君に伝えたいこと～』（NHK）
- 放送文化基金賞：水曜シリーズドラマ『存在の深き眠り』（NHK）

テレビエンターテインメント
- 本賞：該当なし
- 放送文化基金賞：『ドキュメントクイズ 密着！真夏の24時間』（NHK／NHKエンタープライズ21／テレビマンユニオン）
- 放送文化基金賞：宮沢賢治生誕百年記念アニメ『イーハトーヴ幻想 KENJIの春』（テレビ岩手／グループ・タック）
- 放送文化基金賞：『おじさんのマンガ道』（熊本放送）
- 放送文化基金賞：北海道スペシャル『探訪 歌の黄金郷』（NHK札幌放送局）

ラジオ
- 本賞：『有森裕子・アトランタの42.195キロ』（ニッポン放送）
- ラジオ番組賞：『スーパーステーション 田之助変貌』（ニッポン放送）
- ラジオ番組賞：日曜スペシャル『悲しみの遺産 ～B.C.級戦犯リポート～』（朝日放送）
- ラジオ番組賞：FMシアター『冬のこおろぎ』（NHK）

#### 第24回（1997年度）
個別分野
- 女優演技賞：薬師丸ひろ子（土曜ドラマ『熱の島で ～ヒートアイランド東京～』）
- 企画・制作賞：土肥尚彦（第12回民教協スペシャル 12歳が描いた20世紀 ～ある小学校に残された1万枚の絵～）
- 演出賞：笠浦友愛（土曜ドラマ『熱の島で ～ヒートアイランド東京～』）
- 音響効果賞：佐藤彰（FMサウンドライブラリー にっぽん音めぐり　白神の木霊（こだま））
- 映像賞：服部康夫（土曜ドラマ『熱の島で ～ヒートアイランド東京～』）

テレビドキュメンタリー
- 本賞：NHKスペシャル『生殖異変 ～しのびよる環境ホルモン汚染～』（NHK）
- 優秀賞：ドキュメンタリー『映画監督 浦山桐郎の肖像』（疾走プロダクション／関西テレビ放送）
- 放送文化基金賞：『天使の矛盾 ～さまよえる准看護婦～』（札幌テレビ放送）
- 放送文化基金賞：月白の道 ～戦場から帰った詩人～（RKB毎日放送）
- 放送文化基金賞：第12回民教協スペシャル 12歳が描いた20世紀 ～ある小学校に残された1万枚の絵～（北日本放送）

テレビドラマ
- 本賞：土曜ドラマ『熱の島で ～ヒートアイランド東京～』（NHK）
- 優秀賞：土曜ドラマ『唄を忘れたカナリヤは・・・』（NHK）
- 放送文化基金賞：市原悦子ドラマスペシャル『黄落』（総合ビジョン（放送：テレビ東京））
- 放送文化基金賞：第2回読売テレビシナリオ大賞作品『院内感染』（讀賣テレビ放送）

テレビエンターテインメント
- 本賞：該当なし
- 放送文化基金賞：『宇崎竜童 沖縄サウンドへの旅』（NHK沖縄放送局／NHK福岡放送局）
- 放送文化基金賞：『手話でロックを聴かせてIII』（日本テレビ放送網）
- 放送文化基金賞：『決定!M1グランプリ 最強のマジシャン対決』（オン・エアー）
- 放送文化基金賞：静岡木曜ゴールデンスペシャル『逢いたくて港町 ～西伊豆純情編～』（静岡第一テレビ）

ラジオ
- 本賞：特集『地雷ではなく花を・・・』（NHK）
- ラジオ番組賞：FMシアター『LOULOU（ルルゥ）～被災地のDJ～』（NHK大阪放送局）
- ラジオ番組賞：HBCラジオスペシャル『ネバーギブアップ ～氷点下70度・南極のてっぺんを生きた男たち～』（北海道放送）
- ラジオ番組賞：『とことん!動物園 ～東山動物園の60年 そして未来へ～』（エフエム愛知）

#### 第25回（1998年度）
個別分野
- 男優演技賞：宇崎竜童（ドラマスペシャル『海に帰る日』）
- 女優演技賞：桃井かおり／松尾れい子（ドラマ『青い花火』）
- 企画・制作賞：「NHKスペシャル 延長17回～横浜 vs PL学園・闘いの果てに～」制作スタッフ（NHKスペシャル『延長17回～横浜 vs PL学園・闘いの果てに～』）
- 企画賞：「ニッポン放送ビッグドリームスペシャル 高倉健 1998旅の途中で・・・」制作スタッフ（ニッポン放送ビッグドリームスペシャル 高倉健 1998旅の途中で・・・）
- 演出賞：若泉久朗（ドラマ『青い花火』）
- 映像賞：今森光彦／小迫裕之（NHKスペシャル『映像詩里山 覚えていますか ふるさとの風景』）

テレビドキュメンタリー
- 本賞：『学校とは何か? ツッパリ・中退・不登校と格闘した10年』（北海道放送）
- 優秀賞：NHKスペシャル『誤算 ～山一証券・極秘プロジェクトの100日～』（NHK）
- 放送文化基金賞：NHKスペシャル『我々はなぜ戦争をしたのか ～ベトナム戦争・敵との対話～』（NHK）
- 放送文化基金賞：瀬戸内海放送開局30周年記念特別番組『豊饒の海を求めて ～渚・21世紀への検証～』（瀬戸内海放送）
- 放送文化基金賞：『30年目のグレーゾーン ～環境汚染とこの国のかたち～』（富山テレビ放送）

テレビドラマ
- 本賞：ドラマ『青い花火』（NHK／NHKエンタープライズ21）
- 優秀賞：ドラマスペシャル『海に帰る日』（毎日放送）
- 放送文化基金賞：スペシャルドラマ『幽婚』（中部日本放送）
- 放送文化基金賞：STV創立40周年番組 倉本聰ドラマスペシャル『もう呼ぶな、海！』（札幌テレビ放送）

テレビエンターテインメント
- 本賞：詩のボクシング　～鳴り渡れ言葉、一億三千万の胸の奥に～（NHK／NHKエデュケーショナル／テレコムスタッフ）
- 放送文化基金賞：『課外授業 ようこそ先輩』走って ころんで また走れ! ～増田明美～（東京ビデオセンター／NHKエンタープライズ21／NHK）
- 放送文化基金賞：土曜特集『鶴瓶の家族に乾杯』岡山県勝山町（NHK）
- 放送文化基金賞：家族が明かす作家、その愛と真実 ～芥川、直木賞のひとびと～（中部日本放送）

ラジオ
- 本賞：杯にひとひらの花 ～ある中途失明者と妻の記録（北日本放送）
- ラジオ番組賞：特集オーディオドラマ 蕨野行（NHK）
- ラジオ番組賞：小野和子・民話のなかの女たち（東北放送）
- ラジオ番組賞：HBCラジオスペシャル 臓器の砂時計（北海道放送）

#### 第26回（1999年度）
個別分野
- 男優演技賞：木村拓哉（日曜劇場『ビューティフルライフ ～ふたりでいた日々～』）
- 女優演技賞：常盤貴子（日曜劇場『ビューティフルライフ ～ふたりでいた日々～』）
- 脚本賞：北川悦吏子（日曜劇場『ビューティフルライフ ～ふたりでいた日々～』）
- 演出賞：吉村芳之（NHKドラマ館『日輪の翼』）
- 企画・制作賞：横山敏子（テレコムスタッフ）／石澤義典（フリー）／高橋昌廣（NHKエデュケーショナル）（食は文学にあり　荷風と谷崎　～終戦前夜の晩餐～）
- 映像賞：小迫裕之／伊佐泰（NHKスペシャル『白神山地 命そだてる森』）

テレビドキュメンタリー
- 本賞：NHKスペシャル 移住 31年目の乗船名簿（前編）（NHK／NHKエンタープライズ21）
- 優秀賞：茜さす海 ～五島列島・10人家族の日々～（テレビ長崎）
- テレビドキュメンタリー番組賞：NHKスペシャル　白神山地　命そだてる森（NHK仙台放送局／NHK青森放送局）
- テレビドキュメンタリー番組賞：ドキュメント'99 発砲 ～息子の最期・真実は何か?～（読売テレビ）
- テレビドキュメンタリー番組賞：ゴミの島から民主主義（山陽放送）

テレビドラマ
- 本賞：日曜劇場『ビューティフルライフ ～ふたりでいた日々～』（TBS）
- 優秀賞：NHKドラマ館『日輪の翼』（NHK）
- テレビドラマ番組賞：ドラマ特別企画『ディア・フレンド』（TBS）
- テレビドラマ番組賞：フジテレビジョン開局40周年記念『少年H』（フジテレビジョン）

テレビエンターテインメント
- 本賞：ファイトマネー（関西テレビ放送）
- 優秀賞：レコムスタッフ 食は文学にあり 荷風と谷崎 ～終戦前夜の晩餐～（NHK／NHKエデュケーショナル／テレコムスタッフ）
- テレビエンターテインメント番組賞：BS10周年スペシャル 地域密着!クイズメーカー 神戸（NHK／NHKエンタープライズ21／テレビマンユニオン）
- テレビエンターテインメント番組賞：週刊山崎くん 湯島出会いふれあい旅（熊本放送）

ラジオ
- 本賞：FMシアター『雪だるまの詩』（平成10年度オーディオドラマ脚本募集　入選作）（NHK札幌放送局）
- 優秀賞：小林むつろうのラジオniおまかせ 紀州人 ～毒婦事件の裏に漂う「不穏の気」（和歌山放送）
- ラジオ番組賞：空白を超えて ～和田移植から31年～（札幌テレビ放送）
- ラジオ番組賞：Musicbird Special ぶどう畑の天使たち（ミュージックバード ／エフエム東京）

### 2000年代

#### 第27回（2000年度）
個別分野
- 男優演技賞：三上博史（『ストレートニュース』）
- 女優演技賞：夏川結衣（土曜特集 ドラマ『ネット・バイオレンス ～名も知らぬ人々からの暴力～』）
- 出演者賞：月岡祐紀子（第15回民教協スペシャル 娘三味線へんろ旅 ～1400キロ・心を探す道～）
- 企画賞：張麗玲（金曜エンタテイメント　小さな留学生）
- 演出賞：六山浩一（土曜特集 ドラマ ネット・バイオレンス ～名も知らぬ人々からの暴力～）
- 音響効果賞：木村成忠／臼田玄明／安田寛／閔庚燦（秘められた十字架 ～唱歌120年の謎～）
- 映像賞：宮内清吾（土曜特集 ドラマ ネット・バイオレンス ～名も知らぬ人々からの暴力～）

テレビドキュメンタリー
- 本賞：シリーズ「20世紀　家族の歳月」 もやいの海 ～水俣・杉本家の40年～（NHK／NHKエンタープライズ21／パオネットワーク）
- 優秀賞：母だからこそ・・・ ～リストラされる小児病棟～（テレビ西日本）
- 番組賞：金曜エンタテイメント 小さな留学生（フジテレビジョン）
- 番組賞：NHKスペシャル「世紀を越えて」 人体改造時代の衝撃（NHK／NHKエンタープライズ21）
- 番組賞：RKB創立50周年特別番組「激動の世紀、いま故郷に問う」 攻防 蜂の巣城 ～巨大公共工事との闘い 4660日～（RKB毎日放送）

テレビドラマ
- 本賞：土曜特集 ドラマ『ネット・バイオレンス ～名も知らぬ人々からの暴力～』（NHK大阪放送局）
- 優秀賞：『ストレートニュース』（日本テレビ放送網）
- 番組賞：月曜ドラマスペシャル『陰の季節』（ザ・ワークス／TBS）
- 番組賞：連続テレビ小説『私の青空』総集編 第1回（NHK）

テレビエンターテインメント
- 本賞：BSスペシャル『世紀を刻んだ歌 ヘイ・ジュード ～革命のシンボルになった名曲～』（NHK／NHKエンタープライズ21／ホリプロ）
- 優秀賞：FNSソフト工場 爆笑ホームコメディー お帰りなさい ～娘の婿には誰がいい?～』（東海テレビ放送）
- 番組賞：第15回民教協スペシャル『娘三味線へんろ旅 ～1400キロ・心を探す道～』（南海放送）
- 番組賞：『えっ 富山ちゃ そーなんけ!?』2 ～KNBアナの新年会～（北日本放送）

ラジオ
- 本賞：『秘められた十字架 ～唱歌120年の謎～』（東北放送）
- 優秀賞：ラジオドキュメンタリー『少年調書 ～16歳の自殺 遺族は何と闘ったか～』（九州朝日放送）
- 番組賞：『なんでやねん! ひったくり大阪』（大阪放送）
- 番組賞：RABラジオスペシャル『2001年の三段ドロップ』（青森放送）

#### 第28回（2001年度）
個別分野
- 出演者賞：市原悦子（『長崎ぶらぶら節』）
- 出演者賞：伊藤淳史（特集 ドラマ『僕はあした十八になる』）
- 企画賞：桜井均（NHKスペシャル『アフリカ・21世紀』第3回「隔離された人々 引き裂かれた大地 ～南ア・ジンバブエ～』）
- 企画賞：保科義久（特集オーディオドラマ『ニッポン・ラジオ・デイズ』）
- 演出・脚本賞：薮内広之（毎日放送開局50周年記念ドラマスペシャル『ごきげんいかが？テディベア』）

テレビドキュメンタリー
- 本賞：にんげんドキュメント『津軽･故郷（ふるさと）の光の中へ』（NHK／NHKエデュケーショナル）
- 優秀賞：NHKスペシャル『アフリカ・21世紀』第3回「隔離された人々 引き裂かれた大地 ～南ア・ジンバブエ～』（NHK／NHK情報ネットワーク）
- 番組賞：『原爆を落とした男 ～証言・ヒロシマが生まれた日～』（広島ホームテレビ）
- 番組賞：ハイビジョンスペシャル『北京映画学院 夢物語 ～美少女たちのサバイバルレース～』（NHK／NHKエンタープライズ21／龍影）
- 番組賞：『ヤンキー 母校に帰る』（北海道放送）

テレビドラマ
- 本賞：毎日放送開局50周年記念ドラマスペシャル『ごきげんいかが？テディベア』（毎日放送）
- 優秀賞：該当なし
- 番組賞：『憧れの人』（関西テレビ放送）
- 番組賞：特集 ドラマ『僕はあした十八になる』（NHK）
- 番組賞：『長崎ぶらぶら節』（カズモ／テレビ朝日）

ラジオ
- 本賞：FMシアター『ツユクサ』（NHK）
- 優秀賞：MRTラジオスペシャル『墜ちた不死鳥 ～シーガイア破綻の構図～』（NHK）
- 番組賞：特集オーディオドラマ『ニッポン・ラジオ・デイズ』（NHK）
- 番組賞：『諫早湾に生きる ～ジレンマに沈む漁師たち～』（九州朝日放送）

#### 第29回（2002年度）
個別分野
- 出演者賞：松浦亜弥（金曜エンタテイメント『天使の歌声 〜小児病棟の奇跡〜』）
- 企画賞：矢島良彰（テムジン）／北川恵（NHK）（日中国交正常化30周年 ハイビジョン特集『「留用」された日本人 ～日中・知られざる戦後史～』）
- 企画賞：辻泰明（NHKスペシャル『幻の大戦果 ～台湾沖航空戦の真相～』）
- 演出賞：松本順（FMシアター『神様』）
- 音響効果賞：上床直人（e-RCC）／福原一閒（笛奏者）（ラジオドラマ『篠笛』）

テレビドキュメンタリー
- 本賞：ハイビジョンスペシャル『ピースフル・トゥモローズ ～9・11テロ 戦争反対を訴えた遺族たち～』（NHK）
- 優秀賞：『通りすぎた17年 ～空港拡張の悲哀～』（福井テレビジョン放送）
- 番組賞：日中国交正常化30周年 ハイビジョン特集『「留用」された日本人 ～日中・知られざる戦後史～』（NHK／NHKエンタープライズ21／テムジン）
- 番組賞：NHKスペシャル『幻の大戦果 ～台湾沖航空戦の真相～』（NHK大阪放送局）
- 番組賞：NBS月曜スペシャル『聴診器を温めて ～ある医療改革者の遺言～』（長野放送）

テレビドラマ
- 本賞：該当なし
- 優秀賞：該当なし
- 番組賞：NHKスペシャル『焼け跡のホームランボール』（NHK）
- 番組賞：金曜エンタテイメント『天使の歌声 ～小児病棟の奇跡～』（フジテレビジョン）
- 番組賞：名古屋テレビ開局40周年記念『SABU～さぶ～』（名古屋テレビ放送）

ラジオ
- 本賞：『「ただいま」を聞くまで…。～母・横田早紀江の祈り～』（ニッポン放送）
- 優秀賞：FMシアター『神様』（NHK）
- 番組賞：ラジオドラマ『篠笛』（中国放送）
- 番組賞：FMシアター『障子の穴の天の川』（NHK）

#### 第30回（2003年度）
個別分野
- 出演者賞：大束友紀（福岡発地域ドラマ『玄海 ～わたしの海へ～』）
- 出演者賞：内野聖陽（ハイビジョンドラマ館『蝉しぐれ』 第1回「嵐」）
- 企画賞：山縣由美子（『小さな町の大きな挑戦 ～ダイオキシンと向き合った川辺町の6年～』）
- 演出賞：佐藤幹夫（ハイビジョンドラマ館『蝉しぐれ』 第1回「嵐」）
- 音響効果賞：平塚清（特集オーディオドラマ『カムバック、小野田少尉』）

テレビドキュメンタリー
- 本賞：NHKスペシャル『SARSと闘った男 ～医師・ウルバニ 27日間の記録～』（NHK）
- 優秀賞：『小さな町の大きな挑戦 ～ダイオキシンと向き合った川辺町（かわなべちょう）の6年～』（南日本放送）
- テレビドキュメンタリー番組賞：NNNドキュメント'03『チンチン電車と女学生 ～2003・夏・ヒロシマ～』（広島テレビ放送）
- テレビドキュメンタリー番組賞：第18回民教協スペシャル『流転 ～追放の高麗人と日本のメロディー～』（熊本放送）
- テレビドキュメンタリー番組賞：サンデープロジェクト『検証 アメリカの戦争① 見殺しにされた米軍兵士 ～米国が隠すイラク戦争「死の兵器」～』（テレビ朝日／朝日放送／日本電波ニュース社）

テレビドラマ
- 本賞：福岡発地域ドラマ『玄海 ～わたしの海へ～』（NHK福岡放送局）
- 本賞：ハイビジョンドラマ館『蝉しぐれ』 第1回「嵐」（NHK／NHKエンタープライズ21）
- テレビドラマ番組賞：フジテレビ開局45周年記念ドラマ『白い巨塔』 第11回「天国と地獄」（フジテレビジョン）
- テレビドラマ番組賞：テレビ朝日開局45周年記念ドラマスペシャル『それからの日々』（テレビ朝日）

ラジオ
- 本賞：特集オーディオドラマ『カムバック、小野田少尉』（NHK／NHKエンタープライズ21）
- 優秀賞：土曜ジャーナル『夏の形見 ～被爆死した少女たちの日記～』（NHK広島放送局）
- ラジオ番組賞：『生きる証を十七文字に』（大阪放送）
- ラジオ番組賞：『富山弁のチカラ ～いきそる富山弁・そぼれる富山弁～』（北日本放送）

#### 第31回（2004年度）
個別分野
- 出演者賞：篠原涼子（『ウーマンズ・ビート ドラマスペシャル〜溺れる人〜』）
- 出演者賞：役所広司（テレビ朝日開局45周年記念　特別企画『砦なき者』）
- 映像賞：木原英雄／山本泰正／坪内俊治／上辻裕己／小合正太郎（NHKスペシャル『四万十川 驚異の汽水域』）
- 制作賞：中村直文／落合厚彦／下垣圭三（NHKスペシャル　トラック・列島3万キロ ～時間を追う男たち～）
- 音響効果賞：若林宏（FMシアター　シリーズ・ベトナムの現代文学　戦争の悲しみ）

テレビドキュメンタリー
- 本賞：NHKスペシャル 復興 ～ヒロシマ・原子野から立ち上がった人々～（NHK広島放送局）
- 優秀賞：該当なし
- テレビドキュメンタリー賞：NHKスペシャル『四万十川 驚異の汽水域』（NHK松山放送局）
- テレビドキュメンタリー賞：『山小屋カレー ～2004秋篇』（中部日本放送）
- テレビドキュメンタリー賞：NHKスペシャル『トラック・列島３万キロ ～時間を追う男たち～』（NHK）
- テレビドキュメンタリー賞：NNNドキュメント'04『見過ごされたシグナル 検証 高速道路トラック事故』（中京テレビ）
- テレビドキュメンタリー賞：『体いっぱいで原爆を語りつぐ』（NHK長崎放送局）

テレビドラマ
- 本賞：テレビ朝日開局45周年記念 特別企画『砦なき者』（テレビ朝日）
- 優秀賞：『ウーマンズ・ビート ドラマスペシャル〜溺れる人〜』（日本テレビ放送網）
- テレビドラマ番組賞：NHKスペシャル『21世紀日本の課題「司法大改革　あなたは人を裁けますか」』第一夜 ドラマ編（NHK）
- テレビドラマ番組賞：向田邦子新春ドラマスペシャル『冬の運動会』（日本テレビ放送網）

ラジオ
- 本賞：FMシアター『シリーズ・ベトナムの現代文学 戦争の悲しみ』（NHK）
- 優秀賞：MRTラジオスペシャル『チンドン降臨 ～神話の里 高千穂からの報告～』（宮崎放送）
- ラジオ番組賞：「熊木杏里の朝の夜ふかし」スペシャル ～あなたと歌いたい～（北海道放送）
- ラジオ番組賞：『Thnaks a lot, to Yutaka Ozaki ～音楽プロデューサー 須藤 晃 13年目の告白～』（北日本放送）

#### 第32回（2005年度）
個別分野
- 出演者賞：天海祐希（『女王の教室』）
- 出演者賞：佐藤浩市（『クライマーズ・ハイ』）
- 企画・制作賞：川上正／山里孫存（第20回民教協スペシャル『戦争を笑え ～命ぬ御祝事さびら！ 沖縄・伝説の芸人ブーテン～』）
- 企画賞：津川洋二／安田瑞代（『ガクランを着た乙女達』）
- 映像賞：山口大純（NHKスペシャル『被爆者 命の記録 ～放射線と闘う人々の60年～』）

テレビドキュメンタリー
- 本賞：NHKスペシャル『被爆者 命の記録 ～放射線と闘う人々の60年～』（NHK広島放送局）
- 優秀賞：該当なし
- テレビドキュメンタリー賞：
  - 日曜ノンフィクション『ある出所者の軌跡 ～浅草レッサーパンダ事件の深層～』（北海道文化放送）
  - 第20回民教協スペシャル『戦争を笑え ～命ぬ御祝事さびら! 沖縄・伝説の芸人ブーテン～』（沖縄テレビ放送）
  - NHKスペシャル『沖縄 よみがえる戦場 ～読谷村民2500人が語る地上戦～』（NHK沖縄放送局）
  - 『大地の選択 ～遺伝子組換え論争～』（札幌テレビ放送）
  - NHKスペシャル『立花隆最前線報告 サイボーグ技術が人類を変える』（NHK）

テレビドラマ
- 本賞：『クライマーズ・ハイ』前編（NHK）
- 優秀賞：『女王の教室』第1回、最終回（日本テレビ放送網）
- テレビドラマ番組賞：正月時代劇『新選組!!～土方歳三 最期の一日～』（NHK）
- テレビドラマ番組賞：ドラマW『対岸の彼女』（WOWOW／オーバー・ゼロ）

ラジオ
- 本賞：該当なし
- 優秀賞：『1949年のボレロ ～金沢アメリカ文化センター小史・占領と交流の日々～』総集編（えふえむ・エヌ・ワン）
- 優秀賞：土曜ジャーナル『シンガーソングライター・松本哲也 ～大切なあなたへ捧ぐ歌～』（NHK盛岡放送局）
- ラジオ番組賞：ガクランを着た乙女達（RKB毎日放送）
- ラジオ番組賞：ザ・ライン ～僕たちの境界線～（エフエム東京）

#### 第33回（2006年度）
個別分野
- 出演者賞：高畑淳子（土曜ドラマ『魂萌え!』）
- 出演者賞：大森南朋（土曜ドラマ『ハゲタカ』／ドラマW『チルドレン』）
- 企画賞：春原雄策／中嶋太一（NHKスペシャル『ワーキングプアⅡ ～努力すれば抜け出せますか～』）
- 制作賞：関芳樹（録音風物誌・いわてスペシャル! 秘謡《氷口御祝》(すがぐちごいわい)を唄い継ぐ中学生たち）
- 脚本賞：中園ミホ（水曜ドラマ『ハケンの品格』）
- 特別賞：小野智華子（NNNドキュメント’06『まっすぐに智華子 ～全盲の少女 母の待つゴールへ～』）

テレビドキュメンタリー
- 本賞：NHKスペシャル『硫黄島玉砕戦 ～生還者61年目の証言～』（NHK）
- 優秀賞：NHKスペシャル『ワーキングプアⅡ ～努力すれば抜け出せますか～』（NHK）
- テレビドキュメンタリー賞：NNNドキュメント'06『まっすぐに智華子 ～全盲の少女 母の待つゴールへ～』（札幌テレビ放送）
- テレビドキュメンタリー賞：KRY報道特別番組『祖国とは ～ドミニカ移民の50年～』（山口放送）
- テレビドキュメンタリー賞：NHKスペシャル『日中戦争 ～なぜ戦争は拡大したのか～』（NHK）

テレビドラマ
- 本賞：土曜ドラマ『ハゲタカ』（NHK）
- 優秀賞：水曜ドラマ『ハケンの品格』（日本テレビ放送網）
- テレビドラマ番組賞：ドラマW『チルドレン』（WOWOW）
- テレビドラマ番組賞：土曜ドラマ『魂萌え!』（NHK／NHKエンタープライズ）

ラジオ
- 本賞：録音風物誌・いわてスペシャル!『秘謡《氷口御祝》(すがぐちごいわい)を唄い継ぐ中学生たち』（IBC岩手放送）
- 優秀賞：FMシアター『髪にふれる』（NHK）
- ラジオ番組賞：アキラの地雷博物館 ～元少年兵の選択～（東海ラジオ放送）
- ラジオ番組賞：特別番組 イ・ヒア ショパンの調べ（日経ラジオ社）

#### 第34回（2007年度）
個別分野
- 出演者賞：香川照之（NHKスペシャル『鬼太郎が見た玉砕 〜水木しげるの戦争〜』）
- 出演者賞：山野井泰史／山野井妙子（NHKスペシャル『夫婦で挑んだ白夜の大岩壁』）
- 制作賞：山川悦史（ラジオドキュメンタリー『85歳のアスリート 秘訣 ～健康だからできること～』）
- 演出賞：柳川強（NHKスペシャル『鬼太郎が見た玉砕 〜水木しげるの戦争〜』）
- 映像賞：根本隆／高橋克昌／田村幸英（NHKスペシャル『夫婦で挑んだ白夜の大岩壁』）

テレビドキュメンタリー
- 本賞：NHKスペシャル『夫婦で挑んだ白夜の大岩壁』（NHK）
- 優秀賞：『ネットカフェ難民 ～見えないホームレス急増の背景～』（日本テレビ放送網）
- テレビドキュメンタリー賞：NHKスペシャル『あなたの笑顔を覚えていたい』（NHK名古屋放送局）
- テレビドキュメンタリー賞：『母は闘う ～薬害肝炎訴訟原告 山口美智子の20年～』（RKB毎日放送）
- テレビドキュメンタリー賞：映像’07『夫はなぜ死んだのか ～過労死認定の厚い壁～』（毎日放送）

テレビドラマ
- 本賞：NHKシャル『鬼太郎が見た玉砕 〜水木しげるの戦争〜』（NHK名古屋放送局）
- 優秀賞：テレビ朝日開局50周年記念ドラマスペシャル『点と線』（テレビ朝日）
- テレビドラマ番組賞：土曜ドラマ『フルスイング』（NHK）
- テレビドラマ番組賞：NHKスペシャル『シリーズ 最強ウイルス』第1夜「感染爆発〜パンデミック・フルー」（NHK）

ラジオ
- 本賞：該当なし
- 優秀賞：FMシアター『明治おばけ暦』（NHK）
- 優秀賞：ラジオドキュメンタリー『85歳のアスリート 秘訣 ～健康だからできること～』（エフエム沖縄）
- ラジオ番組賞：浪曲「吉岡先生」と大阪防災元年（大阪放送）
- ラジオ番組賞：あの日あの時あの時代・福岡フォーク物語（RKB毎日放送）

#### 第35回（2008年度）
個別分野
- 演技賞：久米明（特集ドラマ『お買い物』）
- 演技賞：渡辺美佐子（特集ドラマ『お買い物』）
- 企画賞：大墻敦／弘理子（ハイビジョン特集『築地市場大百科』）
- 制作賞：加藤久智（震災被害を乗り越えて IBCラジオスペシャル『希望のイワナ』）
- 映像賞：菅井禎亮（ハイビジョン特集『ヤノマミ ～奥アマゾン 原初の森に生きる～』）
- 特別賞：緒形拳（フジテレビ開局50周年記念ドラマ『風のガーデン』／広島発 特集ドラマ『帽子』）

テレビドキュメンタリー
- 本賞：NHKスペシャル『解かれた封印 ～米軍カメラマンが見たNAGASAKI～』（NHK福岡放送局）
- 優秀賞：ハイビジョン特集『ヤノマミ ～奥アマゾン 原初の森に生きる～』（NHK）
- テレビドキュメンタリー賞：
  - NHKスペシャル『職業”詐欺” ～増殖する若者犯罪グループ～』（NHK）
  - ハイビジョン特集『”認罪” ～中国 撫順戦犯管理所の6年～』（NHK／NHKエンタープライズ／テムジン）
  - 映像’08『家族の再生 ～ある児童養護施設の試み～』（毎日放送）

テレビドラマ
- 本賞：フジテレビ開局50周年記念ドラマ『風のガーデン』（フジテレビジョン）
- 優秀賞：広島発 特集ドラマ『帽子』（NHK広島放送局）
- テレビドラマ番組賞：特集ドラマ『お買い物』（NHK）
- テレビドラマ番組賞：シリーズ激動の昭和『あの戦争は何だったのか 日米開戦と東條英機』（TBSテレビ）

テレビエンターテインメント
- 本賞：ハイビジョン特集『築地市場大百科』（NHK／ヴィジュアルフォークロア／NHKエンタープライズ）
- 優秀賞：『スジナシ』～第212回 田中圭～（中部日本放送）
- テレビエンターテインメント賞：～たむらけんじの学校に行こッ!～ イマドキのセイシュン（毎日放送）

ラジオ
- 本賞：震災被害を乗り越えて IBCラジオスペシャル 「希望のイワナ」（IBC岩手放送）
- 優秀賞：該当なし
- ラジオ番組賞：サウンドスケープ みなと三景音楽散歩 ィヨコハマ湾岸ソウルフルワールド（NHK）
- ラジオ番組賞：A列車に乗った男 ～原信夫、半生を語る～（北日本放送）

#### 第36回（2009年度）
個別分野
- 演技賞：橋爪功（FMシアター『かわり目 ～父と娘の15年～』）
- 演技賞：尾野真千子（広島発ドラマ『火の魚』）
- 演出賞：黒崎博（広島発ドラマ『火の魚』）
- 脚本賞：渡辺あや（阪神・淡路大震災15年 特集ドラマ『その街のこども』／広島発ドラマ『火の魚』）

テレビドキュメンタリー
- 本賞：ハイビジョンふるさと発『嵐の気仙沼 ～港町の特別な一日～』（NHK仙台放送局）
- 優秀賞：『唐招提寺平成の大改修 ～4000日の全記録～』（BS-TBS）
- テレビドキュメンタリー賞：BS特集『民衆が語る中国・建国60年』 第1章「新中国誕生」 第2章「社会主義の格闘」（テムジン／NHKエンタープライズ／NHK）
- テレビドキュメンタリー賞：NHKスペシャル『証言ドキュメント 永田町･権力の興亡』 第1回「1993-1995“政権交代”誕生と崩壊の舞台裏」（NHK）
- テレビドキュメンタリー賞：NHKスペシャル『日本海軍 400時間の証言』 第二回「特攻“やましき沈黙”」（NHK）

テレビドラマ
- 本賞：阪神・淡路大震災15年 特集ドラマ『その街のこども』（NHK大阪放送局）
- 優秀賞：広島発ドラマ『火の魚』（NHK広島放送局）
- テレビドラマ番組賞：HTBスペシャルドラマ『ミエルヒ』（北海道テレビ放送）
- テレビドラマ番組賞：日曜劇場『JIN-仁-』（TBS）

テレビエンターテインメント
- 本賞：該当なし
- 優秀賞：『クリスマスの約束2009』（TBSテレビ）
- テレビエンターテインメント賞：『相馬野馬追 ～親子三代　夏の陣～』（テレビユー福島）
- テレビエンターテインメント賞：『連続人形活劇 新・三銃士』（NHK）

ラジオ
- 本賞：該当なし
- 優秀賞：FMシアター『かわり目 ～父と娘の15年～』（NHK大阪放送局）
- 優秀賞：ラジオ・ドキュメンタリー『逃げ得のしじま ～追跡・女性教員殺害犯の73年～』（エフエム沖縄）
- ラジオ番組賞：『幻のセレナーデ～シベリア夜曲ノート』（エフエムひらかた）

### 2010年代

#### 第37回（2010年度）
個別分野
- 演技賞：藤原竜也（ドラマスペシャル『遺恨あり 明治十三年 最後の仇討』）
- 演技賞：寺島しのぶ（土曜ドラマ 岡本太郎生誕100年企画『TAROの塔』）
- 演出賞：大友啓史（大河ドラマ『龍馬伝』）
- 制作賞：伊集院要（ふるさと発スペシャル『ばっちゃん引退 ～広島・基町 名物保護司 最後の日々～』）
- 制作賞：渡辺英彦（高橋竹山生誕100年記念番組 ラジオドキュメンタリー『故郷の空に』）

テレビドキュメンタリー
- 本賞：NHKスペシャル『封印された原爆報告書』（NHK広島放送局）
- 優秀賞：ハイビジョン特集『引き裂かれた歳月 ～証言記録・シベリア抑留～』（テムジン／NHK）
- テレビドキュメンタリー賞：『田舎のコンビニ～一軒の商店から見た過疎の4年間～』（テレビ金沢）
- テレビドキュメンタリー賞：ふるさと発スペシャル『ばっちゃん引退 ～広島・基町 名物保護司 最後の日々～』（NHK広島放送局）
- テレビドキュメンタリー賞：NHKスペシャル『”清算”の行方～諫早湾干拓事業の軌跡～』（NHK福岡放送局）

テレビドラマ
- 本賞：ドラマスペシャル『遺恨あり 明治十三年 最後の仇討』（テレビ朝日）
- 優秀賞：大河ドラマ『龍馬伝』（NHK）
- テレビドラマ番組賞：水曜ドラマ『Mother』（日本テレビ放送網）
- テレビドラマ番組賞：土曜ドラマ 岡本太郎生誕100年企画『TAROの塔』（NHK）

テレビエンターテインメント
- 本賞： 『クニマスは生きていた! ～”奇跡の魚”はいかにして「発見」されたのか?～』（毎日放送）
- 優秀賞：『久米宏・経済スペシャル 新ニッポン人の食卓』（テレビ東京）
- テレビエンターテインメント賞：『えんがわ～18年目の春～』（中部日本放送）

ラジオ
- 本賞：高橋竹山生誕100年記念番組 ラジオドキュメンタリー『故郷の空に』（青森放送）
- 優秀賞：HBCラジオ開局60周年記念ドキュメンタリー『インターが聴こえない～白鳥事件60年目の真実～』（北海道放送）
- ラジオ番組賞：FMシアター『東京Voice』（NHK）

#### 第38回（2011年度）
個別分野
- 演技賞：本木雅弘（スペシャルドラマ『坂の上の雲』）
- 演技賞：小泉今日子（木曜劇場『最後から二番目の恋』）
- 出演者賞：山下達郎（『山下達郎のTSUTAYAサンデー・ソングブック』）
- 企画賞：藤好耕（『ぶらぶら美術・博物館』 愛知県美術館「生誕100年ジャクソン・ポロック展」 ～ピカソを超えた男・ポロック、日本初の回顧展～）
- 映像賞：木下義則（『幾歳経るとも要心あれ』）
- 映像賞：徳田憲亮（NHKスペシャル『38分間 巨大津波 いのちの記録』）

テレビドキュメンタリー
- 本賞：『幾歳経るとも要心あれ－2011.03.11.東日本大震災－』（IBC岩手放送）
- 本賞：NHKスペシャル『38分間 巨大津波 いのちの記録』（NHK）
- 優秀賞：NHKスペシャル『クニ子おばばと不思議の森』（プロダクション・エイシア／NHK／NHKエンタープライズ）
- テレビドキュメンタリー賞：NHKスペシャル『原爆投下 活かされなかった極秘情報』（NHK広島放送局）
- テレビドキュメンタリー賞：NHKスペシャル『シリーズ原発危機 知られざる放射能汚染 ～海からの緊急報告～』（NHK）

テレビドラマ
- 本賞：スペシャルドラマ『坂の上の雲』（NHK）
- 優秀賞：連続テレビ小説『カーネーション』（NHK大阪放送局）
- テレビドラマ番組賞：木曜劇場『最後から二番目の恋』（フジテレビジョン）
- テレビドラマ番組賞：『鈴木先生』（テレビ東京）

テレビエンターテインメント
- 本賞：IPPONグランプリ（フジテレビジョン）
- 優秀賞：和風総本家『世界で見つけたMade In Japan』（テレビ大阪）
- テレビエンターテインメント賞：『ぶらぶら美術・博物館』愛知県美術館「生誕100年ジャクソン・ポロック展」 ～ピカソを超えた男・ポロック、日本初の回顧展～（中部日本放送）
- テレビエンターテインメント賞：ママからの手紙 ～10年後に届いたメッセージ～（福井テレビジョン放送）

ラジオ
- 本賞：遠いふるさと～フクシマの家族・2011～（NHK福島放送局）
- 優秀賞：山下達郎のTSUTAYAサンデー・ソングブック（エフエム東京）
- ラジオ番組賞：FMシアター『飛ばせハイウェイ、飛ばせ人生』（NHK）

#### 第39回（2012年度）
個別分野
- 演技賞：瑛太（『最高の離婚』）
- 演技賞：尾野真千子（『最高の離婚』）
- 脚本賞：古沢良太（『リーガル・ハイ』）
- 制作賞：秋田和典（『よみがえる話芸 節談説教』）
- 特別賞：原田正純（ETV特集『原田正純 水俣 未来への遺産』）

テレビドキュメンタリー
- 本賞：NHKスペシャル『メルトダウン File.3 原子炉”冷却”の死角』（NHK）
- 優秀賞：NHKスペシャル『黒い雨 ～活かされなかった被爆者調査～』（NHK広島放送局）
- テレビドキュメンタリー賞：NHKスペシャル『シリーズ東日本大震災 追跡 復興予算19兆円』（NHK仙台放送局／NHK盛岡放送局）
- テレビドキュメンタリー賞：ETV特集『原田正純 水俣 未来への遺産』（NHK福岡放送局／NHK熊本放送局）
- テレビドキュメンタリー賞：NHKスペシャル『世界初撮影! 深海の超巨大イカ』（NHK）

テレビドラマ
- 本賞：『リーガル・ハイ』（フジテレビジョン／共同テレビジョン）
- 優秀賞：テレビ60年記念ドラマ『メイドインジャパン』（NHK）
- テレビドラマ番組賞：『最高の離婚』（フジテレビジョン）
- テレビドラマ番組賞：連続ドラマW『ヒトリシズカ』（WOWOW）

テレビエンターテインメント
- 本賞：NHKスペシャル『釜石の”奇跡” いのちを守る特別授業』（NHK）
- 優秀賞：『あの名曲を方言で熱唱! 新春全日本なまりうたトーナメント』（テレビ朝日）
- テレビエンターテインメント賞：『西米良ご長寿御一行様 平成のお江戸見物ツアー』（宮崎放送）

ラジオ
- 本賞：『よみがえる話芸 節談説教』（東海ラジオ放送）
- 優秀賞：日曜スペシャル『調律師という芸術家 最高の音楽を作る究極のピアノ調律』（朝日放送）
- ラジオ番組賞：『凍えた部屋 ～姉妹の”孤立死”が問うもの～』（北海道放送）

#### 第40回（2013年度）
個別分野
- 演技賞：堺雅人（『半沢直樹』）
- 演技賞：満島ひかり（『Woman』）
- 制作賞：熊谷博子（ETV特集『三池を抱きしめる女たち ～戦後最大の炭鉱事故から50年～』）
- 演出賞：三角恭子／水沼真澄（NHKスペシャル『足元の小宇宙 生命を見つめる植物写真家』）
- 出演者賞：川手照子（『In My Life ～介護の仕事と ビートルズと～』）

テレビドキュメンタリー
- 最優秀賞：ETV特集『三池を抱きしめる女たち ～戦後最大の炭鉱事故から50年～』（NHK福岡放送局／NHK熊本放送局）
- 優秀賞：ドキュメンタリースペシャル『フェンス ～分断された島・沖縄～』（BS-TBS）
- 奨励賞：どーんと鹿児島 千年後の森が見える　屋久島・山師の物語（南日本放送）
- 奨励賞：戦後史証言プロジェクト『日本人は何をめざしてきたのか』第5回「福島 浜通り 原発と生きた町」（NHK）
- 奨励賞：NHKスペシャル『終わりなき被爆との闘い ～被爆者と医師の68年～』（NHK広島放送局）

テレビドラマ
- 最優秀賞：テレビ朝日開局55周年記念 山田太一ドラマスペシャル『時は立ちどまらない』（テレビ朝日）
- 優秀賞：連続テレビ小説『あまちゃん』（NHK）
- 奨励賞：『半沢直樹』（TBSテレビ）
- 奨励賞：水曜ドラマ『Woman』（日本テレビ放送網）

テレビエンターテインメント
- 最優秀賞：NHKスペシャル『足元の小宇宙 生命を見つめる植物写真家』（NHK）
- 優秀賞：『ケンボー先生と山田先生 ～辞書に人生を捧げた二人の男～』（NHKエデュケーショナル／NHK）
- 奨励賞：『世界への挑戦状！行け！ジャパンプライド2』（朝日放送）

ラジオ
- 最優秀賞：『In My Life ～介護の仕事と ビートルズと～』（北日本放送）
- 優秀賞：西村雅彦監督ラジオドラマ『立山に想ふ 遠き日の約束』（北日本放送）
- 奨励賞：FMシアター『金魚の恋、五十五年の夢』（NHK名古屋放送局）

#### 第41回（2014年度）
個別分野
- 演技賞：柄本明（松本清張二夜連続ドラマスペシャル『松本清張～坂道の家』）
- 演技賞：宮沢りえ（連続ドラマW『グーグーだって猫である』）
- 演出賞：石原大史（『薬禍の歳月～サリドマイド事件・50年～』）
- 構成作家賞：樅野太紀（『しくじり先生 俺みたいになるな!!』）
- 企画賞：島袋千恵美（RBCiラジオスペシャル『学童疎開船・対馬丸撃沈70年』）

テレビドキュメンタリー
- 最優秀賞：ETV特集『薬禍の歳月 ～サリドマイド事件・50年～』（NHK）
- 優秀賞：TUFルポルタージュ『ふつうの家族 ある障がい者夫婦の22年』（テレビユー福島）
- 奨励賞：NHKスペシャル『知られざる衝撃波 ～長崎原爆・マッハステムの脅威～』（NHK福岡放送局／NHK長崎放送局）
- 奨励賞：NHKスペシャル『水爆実験 60年目の真実 ～ヒロシマが迫る“埋もれた被ばく”～』（NHK広島放送局）
- 奨励賞：BS1スペシャル『女たちのシベリア抑留』（テムジン／NHK／NHKエンタープライズ）

テレビドラマ
- 最優秀賞：『相棒 season 13』（テレビ朝日）
- 優秀賞：土曜ドラマ『55歳からのハローライフ』（NHK）
- 奨励賞：松本清張二夜連続ドラマスペシャル『松本清張～坂道の家』（テレビ朝日）
- 奨励賞：土曜オリジナルドラマ 連続ドラマW『グーグーだって猫である』（WOWOW）

テレビエンターテインメント
- 最優秀賞：しくじり先生 俺みたいになるな!!（テレビ朝日）
- 優秀賞：秋の文学スペシャル『漱石「こころ」100年の秘密』（テレコムスタッフ／NHK／NHKエンタープライズ）
- 奨励賞：『おばあちゃんの台所』（テレビせとうち）
- 奨励賞：『6人の村人!全員集合』（TBSテレビ）

ラジオ
- 最優秀賞：YBCラジオスペシャル『花は咲けども ～ある農村フォークグループの40年～』（山形放送）
- 優秀賞：大須演芸場盛衰記 ～笑ってさよなら（東海ラジオ放送）
- 奨励賞：RBCiラジオスペシャル『学童疎開船・対馬丸撃沈70年』（琉球放送）

#### 第42回（2015年度）
個別分野
- 演技賞：佐藤健（TBSテレビ60周年特別企画 日曜劇場『天皇の料理番』）
- 演技賞：樹木希林（福岡発地域ドラマ『いとの森の家』）
- 企画賞：小山田文泰（『しあわせ食堂 笑顔と孤独と優しさと』）
- 演出賞：羽根井信英（『100分de平和論』）
- 脚本賞：瀬戸山美咲（FMシアター『あいちゃんは幻』）

テレビドキュメンタリー
- 最優秀賞：第30回民教協スペシャル『しあわせ食堂 笑顔と孤独と優しさと』（青森放送）
- 優秀賞：NHKスペシャル『原発メルトダウン 危機の88時間』（NHK）
- 奨励賞：KNBふるさとスペシャル『沈黙の70年 富山大空襲と孤児たちの戦後』（北日本放送）
- 奨励賞：NHKスペシャル『震度7 何が生死を分けたのか 〜埋もれたデータ 21年目の真実〜』（NHK大阪放送局、NHK神戸放送局）
- 奨励賞：NHKスペシャル『女たちの太平洋戦争 従軍看護婦 激戦地の記録』（テムジン、NHK、NHKエンタープライズ）

テレビドラマ
- 最優秀賞：年末ドラマ特別企画『赤めだか』（TBSテレビ）
- 優秀賞：TBSテレビ60周年特別企画 日曜劇場『天皇の料理番』（TBSテレビ）
- 奨励賞：BS朝日開局15周年記念番組『大江戸事件帖 美味でそうろう』（BS朝日）
- 奨励賞：福岡発地域ドラマ『いとの森の家』（NHK福岡放送局）

テレビエンターテインメント
- 最優秀賞：『人生フルーツ ある建築家と雑木林のものがたり』（東海テレビ放送）
- 優秀賞：『100分de平和論』（テレコムスタッフ、NHK、NHKエデュケーショナル）
- 奨励賞：『ブラタモリ』（NHK）
- 奨励賞：『水木しげる93歳の探検記 〜妖怪と暮らした出雲国〜』（山陰放送）

ラジオ
- 最優秀賞：『贄の森』（CBCラジオ）
- 優秀賞：FMシアター 『あいちゃんは幻』（NHK名古屋放送局）
- 奨励賞：『さくらFMスペシャル 〜福山雅治「被爆クスノキ」へのメッセージ』（西宮コミュニティ放送）

#### 第43回（2016年度）
個別分野
- 演技賞：満島ひかり（土曜ドラマ『トットてれび』）
- 演技賞：長谷川博己（土曜ドラマ『夏目漱石の妻』）
- 企画賞：笠原公彦（『SBCラジオスペシャル 受話器の向こうから～026-237-0555』）
- 演出賞：柴田岳志、榎戸崇泰（土曜ドラマ『夏目漱石の妻』）
- 制作賞：五百旗頭幸男（『はりぼて 腐敗議会と記者たちの攻防』）
- 映像賞：鈴木友史、村井陽亮、若松元明、周東昭彦（『天空のお花畑 大雪山“小さな賢者”の物語』）

テレビドキュメンタリー
- 最優秀賞：NHKスペシャル『ある文民警察官の死～カンボジアPKO 23年目の告白～』（NHK大阪放送局）
- 優秀賞：『はりぼて 腐敗議会と記者たちの攻防』（チューリップテレビ）
- 奨励賞：ETV特集『水俣病 魂の声を聞く～公式確認から60年～』（NHK熊本放送局、NHK福岡放送局）
- 奨励賞：『じいちゃんの棚田』（テレビ愛媛）
- 奨励賞：NHKスペシャル『決断なき原爆投下 米大統領 71年目の真実』（NHK広島放送局）

テレビドラマ
- 最優秀賞：土曜ドラマ『トットてれび』（NHK）
- 優秀賞：土曜ドラマ『夏目漱石の妻』（NHK）
- 奨励賞：火曜ドラマ『逃げるは恥だが役に立つ』（TBSテレビ）
- 奨励賞：NHKスペシャル『「未解決事件」File.5 ロッキード事件』（NHK）

テレビエンターテインメント
- 最優秀賞：『ザ･プレミアム 寅さん、何考えていたの?渥美清・心の旅路』（かわうそ商会、NHKエンタープライズ、NHK）
- 優秀賞：『古舘トーキングヒストリー～忠臣蔵、吉良邸討ち入り完全実況～』（テレビ朝日）
- 奨励賞：『天空のお花畑 大雪山“小さな賢者”の物語』（NHK札幌放送局、NHK旭川放送局）
- 奨励賞：ETV特集『15歳 私たちが見つけたもの～熊本地震 3年3組の半年～』（NHK熊本放送局）

ラジオ
- 最優秀賞：『メロディーの向こうに～童謡・唱歌の世界～』（山口放送）
- 優秀賞：『震災ラジオ特集「3.11若者たちは、いま」』（NHK仙台放送局）
- 奨励賞：『SBCラジオスペシャル 受話器の向こうから～026-237-0555』（信越放送）

#### 第44回（2017年度）
個別分野
- 演技賞：宮﨑あおい（特集ドラマ『眩～北斎の娘～』）
- 演技賞：中井貴一（新春ドラマスペシャル『娘の結婚』）
- 企画賞：下野賢志（『ヤメ暴 ～漂流する暴力団離脱者たち～』）
- 脚本賞：野木亜紀子（金曜ドラマ『アンナチュラル』）
- 出演者賞：加藤英明（『クレイジージャーニー』）
- 企画･制作賞：原田亜弥子（『SBSラジオギャラリー 幸せのカタチ ～本当の親子 本物の親子～』）

テレビドキュメンタリー
- 最優秀賞：BS1スペシャル『父を捜して 日系オランダ人　終わらない戦争』（椿プロ、NHKエンタープライズ、NHK）
- 優秀賞：メ～テレドキュメント『防衛フェリー ～民間船と戦争～』（名古屋テレビ放送）
- 奨励賞：『ヤメ暴 ～漂流する暴力団離脱者たち～』（CBCテレビ）
- 奨励賞：BS1スペシャル『銀嶺の空白地帯に挑む ～カラコルム・シスパーレ～』（NHKエンタープライズ、オルタスジャパン、NHK）
- 奨励賞：ETV特集『亜由未が教えてくれたこと』（NHK青森放送局）

テレビドラマ
- 最優秀賞：金曜ドラマ『アンナチュラル』（ドリマックス･テレビジョン、TBSテレビ）
- 優秀賞：特集ドラマ『眩〜北斎の娘〜』（NHK、NHKエンタープライズ）
- 奨励賞：特集ドラマ『どこにもない国』（NHK）
- 奨励賞：新春ドラマスペシャル『娘の結婚』（テレビ東京）

テレビエンターテインメント
- 最優秀賞：『クレイジージャーニー』（TBSテレビ）
- 優秀賞：『日々好日 ～河和田のお達者4兄弟～』（福井テレビ）
- 奨励賞：人名探究バラエティー 日本人のおなまえっ!『村がつく名字』（NHK）
- 奨励賞：『小野田さんと、雪男を探した男 鈴木紀夫の冒険と死』（テレコムスタッフ、NHKエンタープライズ、NHK）

ラジオ
- 最優秀賞：『SBSラジオギャラリー 幸せのカタチ ～本当の親子 本物の親子～』（静岡放送）
- 優秀賞：『神田・神保町 レコード屋のおかみさん』（地方民間放送共同制作協議会 火曜会）
- 奨励賞：『原爆の惨禍を生き抜いて ～知られざる“原爆孤児”～』（NHK）

#### 第45回（2018年度）
個別分野
- 演技賞：桃井かおり（NHKスペシャル『詐欺の子』）
- 演技賞：濱田岳（ドラマ24『フルーツ宅配便』）
- 演技賞：広末涼子（ラジオドラマ『ストリッパー物語』）
- 企画賞：長嶋愛（ETV特集『静かで、にぎやかな世界 〜手話で生きる子どもたち〜』）
- 脚本賞：高田亮（NHKスペシャル『詐欺の子』）
- 企画賞：樅野太紀（『〜両親ラブストーリー〜 オヤコイ』）

テレビドキュメンタリー
- 最優秀賞：NHKスペシャル『消えた弁護士たち 〜中国“法治”社会の現実〜』（NHK）
- 優秀賞：ザ・ノンフィクション『犬と猫の向こう側』（フジテレビジョン）
- 奨励賞：BS1スペシャル『カノン 〜家族のしらべ〜』（NHK水戸放送局）
- 奨励賞：『山懐に抱かれて』（テレビ岩手）
- 奨励賞：ETV特集『静かで、にぎやかな世界 〜手話で生きる子どもたち〜』（NHK）

テレビドラマ
- 最優秀賞：NHKスペシャル『詐欺の子』（NHK名古屋放送局）
- 優秀賞：土曜ナイトドラマ『おっさんずラブ』（テレビ朝日）
- 奨励賞：ドラマ24『フルーツ宅配便』（テレビ東京）
- 奨励賞：ドラマ10『透明なゆりかご』（NHK／NHKエンタープライズ）

テレビエンターテインメント
- 最優秀賞：『チコちゃんに叱られる!』（共同テレビジョン／NHK／NHKエンタープライズ）
- 優秀賞：『〜両親ラブストーリー〜 オヤコイ』（読売テレビ放送）
- 奨励賞：『あなたの思い出 ジオラマにしませんか?』（CBCテレビ）
- 奨励賞：美の巨人たち『続々発見!若冲スペシャル〜新たな傑作から人物像を探る〜』（テレビ東京／日経映像）

ラジオ番組
- 最優秀賞：『SCRATCH 差別と平成』（RKB毎日放送／TBSラジオ）
- 優秀賞：ラジオドラマ『ストリッパー物語』（ニッポン放送／日本映画放送）
- 奨励賞：『消せない記憶〜元学徒兵の苦悩〜』（琉球放送）

#### 第46回（2019年度）
個別分野
- 演技賞：柄本佑（土曜ドラマ『心の傷を癒すということ』）
- 演技賞：桜井ユキ（よるドラ『だから私は推しました』）
- 出演者賞：八木勝自（KNBふるさとスペシャル『19人を殺した君と 重い障がいのある私の対話』）
- 演出賞：加藤拓（スペシャルドラマ『ストレンジャー〜上海の芥川龍之介〜』）
- 出演者賞：杉田秀之（奇跡体験!アンビリバボー『仲間たちとの12年越しの約束SP』）
- 出演者賞：アーサー・ビナード（文化放送報道スペシャル『戦争はあった』）

テレビドキュメンタリー
- 最優秀賞：NNNドキュメント'19『なかったことに、したかった。未成年の性被害①』『なかったことに、できない。性被害②回復への道は』（日本テレビ放送網）
- 優秀賞：KNBふるさとスペシャル『19人を殺した君と 重い障がいのある私の対話』（北日本放送）
- 奨励賞：NHKスペシャル『“ヒロシマの声”がきこえますか 〜生まれ変わった原爆資料館〜』（NHK広島拠点放送局）
- 奨励賞：NHKスペシャル『昭和天皇は何を語ったのか 〜初公開・秘録「拝謁記」〜』（NHK）
- 奨励賞：『土がくる 規制なき負の産物の行方』（CBCテレビ）

テレビドラマ
- 最優秀賞：土曜ドラマ『心の傷を癒すということ』（NHK大阪拠点放送局）
- 優秀賞：よるドラ『だから私は推しました』（NHK大阪拠点放送局）
- 奨励賞：連続ドラマW『そして、生きる』（WOWOW）
- 奨励賞：スペシャルドラマ『ストレンジャー〜上海の芥川龍之介〜』（NHK）

テレビエンターテインメント
- 最優秀賞：奇跡体験!アンビリバボー『仲間たちとの12年越しの約束SP』（フジテレビジョン／イースト・エンタテインメント）
- 優秀賞：民教協スペシャル『サンマデモクラシー』（沖縄テレビ放送）
- 奨励賞：『セカンドの美学 ルパン三世・峰不二子』（NHK／NHKエンタープライズ／日テレアックスオン）
- 奨励賞：『M-1アナザーストーリー 〜漫才人生、果てなき道〜』（朝日放送テレビ）

ラジオ番組
- 最優秀賞：TOKYO FM特別番組『ねじれちまった悲しみに』（エフエム東京）
- 優秀賞：文化放送報道スペシャル『戦争はあった』（文化放送）[3]
- 奨励賞：『マリエのように』（CBCラジオ）

### 2020年代

#### 第47回（2020年度）
個別分野
- 演技賞：草彅剛（宮城発地域ドラマ『ペペロンチーノ』）
- 演技賞：池脇千鶴（オトナの土ドラ『その女、ジルバ』）
- 企画賞：幾島奈央（『クマと民主主義 〜記者が見つめた村の1年10か月〜』）
- 脚本賞：一色伸幸（宮城発地域ドラマ『ペペロンチーノ』）
- 美術賞：松田美喜子（『戦国SF時代劇 光秀のスマホ 歳末の陣』）
- 企画・制作賞：植田竜一（南海放送ラジオ報道特別番組『「感染」-正義とは何か-』）

テレビドキュメンタリー
- 最優秀賞：メ〜テレドキュメント『面会報告』（名古屋テレビ放送）
- 優秀賞：BS1スペシャル『レバノンからのSOS 〜コロナ禍 追いつめられるシリア難民〜』（椿プロ／NHKエデュケーショナル／NHK）
- 奨励賞：『タンデム自転車に夢をのせて』（テレビ愛媛）
- 奨励賞：NNNドキュメント'20『見た目と見る目』（北日本放送）
- 奨励賞：『クマと民主主義 〜記者が見つめた村の1年10か月〜』（北海道放送）

テレビドラマ
- 最優秀賞：宮城発地域ドラマ『ペペロンチーノ』（NHK仙台拠点放送局）
- 優秀賞：金曜ドラマ『MIU404』（TBSスパークル／TBSテレビ）
- 奨励賞：オトナの土ドラ『その女、ジルバ』（東海テレビ放送／テレパック）
- 奨励賞：ドラマWスペシャル『あんのリリック -桜木杏、俳句はじめてみました-』（WOWOW／C.A.L）

テレビエンターテインメント
- 最優秀賞：『ウマい!安い!おもしろい!全日本びっくり仰店グランプリ』（中京テレビ放送）
- 優秀賞：『テレビで会えない芸人』（鹿児島テレビ放送）
- 奨励賞：『ガンライザーTV』（テレビ岩手）
- 奨励賞：『戦国SF時代劇 光秀のスマホ 歳末の陣』（NHK）

ラジオ番組
- 最優秀賞：『塀の中のラジオ 〜贖罪と更生岡山刑務所から』（RSK山陽放送）
- 優秀賞：『サンドウィッチマンのオールナイトニッポン』（ニッポン放送）
- 奨励賞：南海放送ラジオ報道特別番組『「感染」-正義とは何か-』（南海放送）

#### 第48回（2021年度）
個別分野
- 演技賞：永野芽郁（水曜ドラマ『ハコヅメ 〜たたかう!交番女子〜』）
- 演技賞：笑福亭鶴瓶（プレミアムドラマ『しずかちゃんとパパ』）
- 出演者賞：岩田功次（『瀬戸内海がゴミ箱になる日』）
- 脚本賞：藤本有紀（連続テレビ小説『カムカムエヴリバディ』）
- 企画賞：千原ジュニア（『笑いの総合格闘技!千原ジュニアの座王 新春SP』）
- 企画・制作賞：大村由紀子（『永遠の平和を あるBC級戦犯の遺書』）

テレビドキュメンタリー
- 最優秀賞：目撃!にっぽん『妹が生まれなかったかもしれない世界 〜出生前診断と向き合って〜』（NHK名古屋放送局）
- 優秀賞：ETV特集『“玉砕”の島を生きて 〜テニアン島 日本人移民の記録〜』（グループ現代／NHKエンタープライズ／NHK）
- 奨励賞：『瀬戸内海がゴミ箱になる日』（南海放送）
- 奨励賞：第30回FNSドキュメンタリー大賞『命の選択 〜ALSとの闘い〜』（山陰中央テレビジョン放送）
- 奨励賞：NHKスペシャル『原爆初動調査 隠された真実』（NHK広島放送局／NHK福岡放送局）

テレビドラマ
- 最優秀賞：水曜ドラマ『ハコヅメ 〜たたかう!交番女子〜』（日本テレビ放送網）
- 優秀賞：プレミアムドラマ『しずかちゃんとパパ』（AX-ON／NHK）
- 奨励賞：WOWOWオリジナルドラマ『前科者 -新米保護司・阿川佳代-』（WOWOW／日活／テレビマンユニオン）
- 奨励賞：連続テレビ小説『カムカムエヴリバディ』（NHK大阪放送局）

テレビエンターテインメント
- 最優秀賞：水曜日のダウンタウン『おぼん・こぼん THE FINAL』（TBSテレビ）
- 優秀賞：『100分deパンデミック論』（テレコムスタッフ／NHKエデュケーショナル／NHK）
- 奨励賞：『ザ・モキュメンタリーズ〜カメラがとらえた架空世界〜』（WOWOW）
- 奨励賞：『笑いの総合格闘技!千原ジュニアの座王 新春SP』（関西テレビ放送）

ラジオ番組
- 最優秀賞：FMシアター『手を振る仕事』（NHK）
- 優秀賞：『永遠の平和を あるBC級戦犯の遺書』（RKB毎日放送）
- 奨励賞：ニッポン放送報道スペシャル『あの日の誓いから10年・始まった共生社会への挑戦!』（ニッポン放送）

#### 第49回（2022年度）
個別分野
- 演技賞：長澤まさみ（『エルピス-希望、あるいは災い-』）
- 演技賞：満島真之介（『ふたりのウルトラマン』）
- 出演者賞：相良啓介（ETV特集『ルポ　死亡退院 〜精神医療・闇の実態〜』）
- 脚本・演出賞：藤井亮（『TAROMAN 岡本太郎式特撮活劇』）
- 企画・脚本・演出賞：大﨑健志（講談風大河ラジオドラマ『弁慶記』）

テレビドキュメンタリー
- 最優秀賞：『性別は誰が決めるか 〜「心の生」をみつめて〜』（北海道放送）
- 優秀賞：NHKスペシャル『海辺にあった、町の病院〜震災12年 石巻市雄勝町〜』（NHK仙台放送局）
- 奨励賞：ETV特集『ルポ　死亡退院 〜精神医療・闇の実態〜』（NHK）
- 奨励賞：『こどもホスピス〜いのち輝く“第2のおうち”〜』（朝日放送テレビ）
- 奨励賞：『にっこり笑って 〜山あいの写真館 10年の物語〜』（高知放送）

テレビドラマ
- 最優秀賞：『エルピス-希望、あるいは災い-』（関西テレビ放送）
- 優秀賞：ドラマ10『大奥』（NHK）
- 奨励賞：『ふたりのウルトラマン』（東京ビデオセンター／NHK／NHKグローバルメディアサービス）
- 奨励賞：日曜ドラマ『ブラッシュアップライフ』（日本テレビ放送網）

テレビエンターテインメント
- 最優秀賞：『〜この後どうする?密着TV〜終わりが始まり』（読売テレビ放送／中京テレビ放送）
- 優秀賞：『TAROMAN 岡本太郎式特撮活劇』（NHK／NHKエデュケーショナル／豪勢スタジオ）
- 奨励賞：NHKスペシャル『超・進化論』（NHK）
- 奨励賞：『THE 闘牛アワー』（琉球放送）

ラジオ番組
- 最優秀賞：講談風大河ラジオドラマ『弁慶記』（FM TANABE）
- 優秀賞：『きたやまおさむ「イムジン河」スペシャル〜音楽は時代(とき)を超える〜』（ニッポン放送）
- 奨励賞：『音で綴る復帰50年』（琉球放送）

#### 第50回（2023年度）
個別分野
- 演技賞：河合優実（NHKスペシャル『シリーズ“宗教2世”神の子はつぶやく』）
- 演技賞：阿部サダヲ（金曜ドラマ『不適切にもほどがある!』）
- 映像賞：高倉天地（『鷹を継ぐもの』）
- 企画賞：賀来賢人（Netflixシリーズ『忍びの家 House of Ninjas』）
- 企画賞：松田望（ななまるテレビ『今日、解決はしないけど。 -熊本で生きるわたしたちのテレビ-』）
- パーソナリティ賞：栗原望（『みんなでひきこもりラジオ』）

テレビドキュメンタリー
- 最優秀賞：ETV特集『膨張と忘却〜理の人が見た日本の原子力政策〜』（NHK福岡放送局）
- 優秀賞：『鷹を継ぐもの』（テムジン／NHKエデュケーショナル／NHK）
- 奨励賞：NHKスペシャル『原子爆弾秘録〜謎の商人とウラン争奪戦〜』（NHK広島放送局）
- 奨励賞：BS1スペシャル『“戦い、そして、死んでいく” 〜沖縄戦 発掘された米軍録音記録〜』（NHK沖縄放送局）
- 奨励賞：OTV報道スペシャル『続・水どぅ宝 〜PFAS 汚染と闘う!Fight For Life〜』（沖縄テレビ放送）

テレビドラマ
- 最優秀賞：NHKスペシャル『シリーズ“宗教2世”神の子はつぶやく』（NHKエンタープライズ／NHK）
- 優秀賞：『初恋、ざらり』（テレビ東京）
- 奨励賞：Netflixシリーズ『忍びの家 House of Ninjas』（Netflix）
- 奨励賞：金曜ドラマ『不適切にもほどがある!』（TBSテレビ／TBSスパークル）

テレビエンターテインメント
- 最優秀賞：『歩道・車道バラエティ 道との遭遇』（CBCテレビ）
- 優秀賞：『るてんのんてる』（読売テレビ放送）
- 奨励賞：ななまるテレビ『今日、解決はしないけど。 -熊本で生きるわたしたちのテレビ-』（熊本放送）
- 奨励賞：『ラジオの神回テレビで語る』（琉球放送）

ラジオ番組
- 最優秀賞：『みんなでひきこもりラジオ』（NHK）
- 優秀賞：『空想労働シリーズ サラリーマン』（RKB毎日放送）
- 奨励賞：『星野源のオールナイトニッポン』（ニッポン放送）

放送文化基金50周年記念賞
- 黒柳徹子
- 相田洋
- 重延浩
- NHK連続テレビ小説制作班
- 「かぐや」搭載ハイビジョンカメラ開発グループ及び番組制作グループ

#### 第51回（2024年度）
個別分野
- 演技賞：伊藤沙莉（連続テレビ小説『虎に翼』）
- 演技賞：角田晃広（『ホットスポット』）
- 脚本賞：バカリズム（『ホットスポット』）
- 出演者賞：石丸幹二（題名のない音楽会『山田和樹が育む未来オーケストラの音楽会』）
- 出演者賞：西山美香（CBCラジオ特集『20年目』）
- 出演者賞：井戸謙一（CBCラジオ特集『20年目』）

テレビドキュメンタリー
- 最優秀賞：NHKスペシャル『調査報道・新世紀 File3 子どもを狙う盗撮・児童ポルノの闇（前編・後編）』（NHK）
- 優秀賞：NHKスペシャル『海獣のいる海 あるトド撃ちの生涯』（NHK札幌放送局／NHK旭川放送局）
- 奨励賞：いのち つないで（熊本朝日放送）
- 奨励賞：ETV特集『“法”の下の沈黙 〜優生保護法の罪 1948-2024〜』（NHK）
- 奨励賞：NHKスペシャル『封じられた“第四の被曝” -なぜ夫は死んだのか-』（NHK大阪放送局）

テレビドラマ
- 最優秀賞：連続テレビ小説『虎に翼』（NHK）
- 優秀賞：『ホットスポット』（日本テレビ放送網）
- 奨励賞：ドラマ10『燕は戻ってこない』（NHKエンタープライズ／NHK）
- 奨励賞：Netflixシリーズ『極悪女王』（Netflix）

テレビエンターテインメント
- 最優秀賞：題名のない音楽会『山田和樹が育む未来オーケストラの音楽会』（テレビ朝日）
- 優秀賞：バリバラ 最終回スペシャル 前編『イメージをぶち壊せ!マイノリティーと歩んだ15年』後編『タブーに切り込め!マイノリティーが叫んだ15年』（NHK大阪放送局）
- 奨励賞：ヒューマングルメンタリー オモウマい店『能登のずっと明るい寿司親子 2024-2025』（中京テレビ放送）
- 奨励賞：国境デスロード『トランプの壁突破デスロード 前編・後編』（AbemaTV）

ラジオ番組
- 最優秀賞：CBCラジオ特集『20年目』（CBCラジオ）
- 優秀賞：放送100年特集『ラジオと総動員帝国 〜旧満州の放送音源が問いかける“教訓”〜』（NHK）
- 奨励賞：文化放送開局記念 昭和100年スペシャル『ドンとモーグリとライオンと 〜やなせたかし 名作前夜』（文化放送）